# Biserica de lemn din Săsăuș

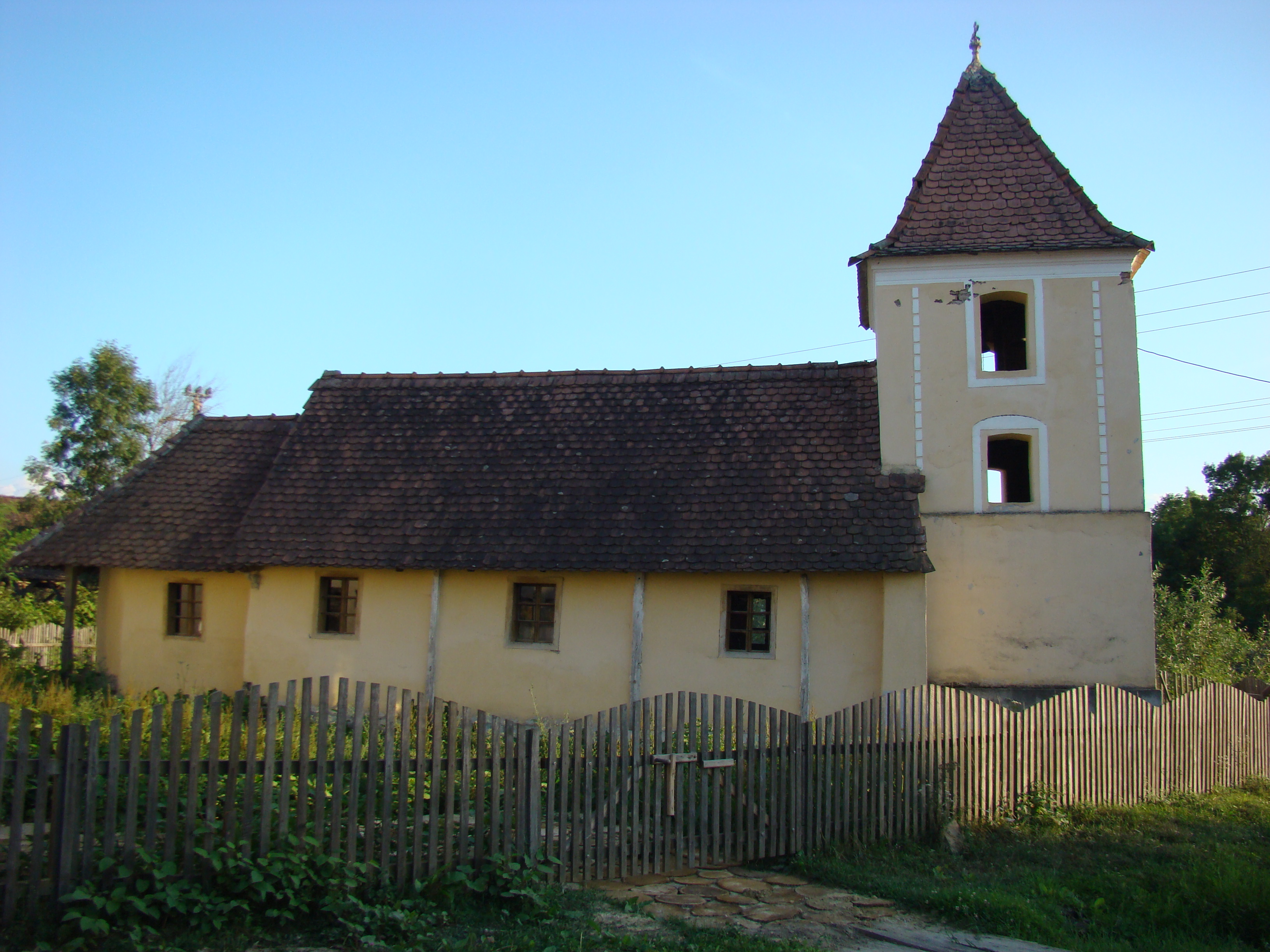
Biserica de lemn „Adormirea Maicii Domnului” din Săsăuș, comuna Chirpăr, județul Sibiu, foto: august 2012.

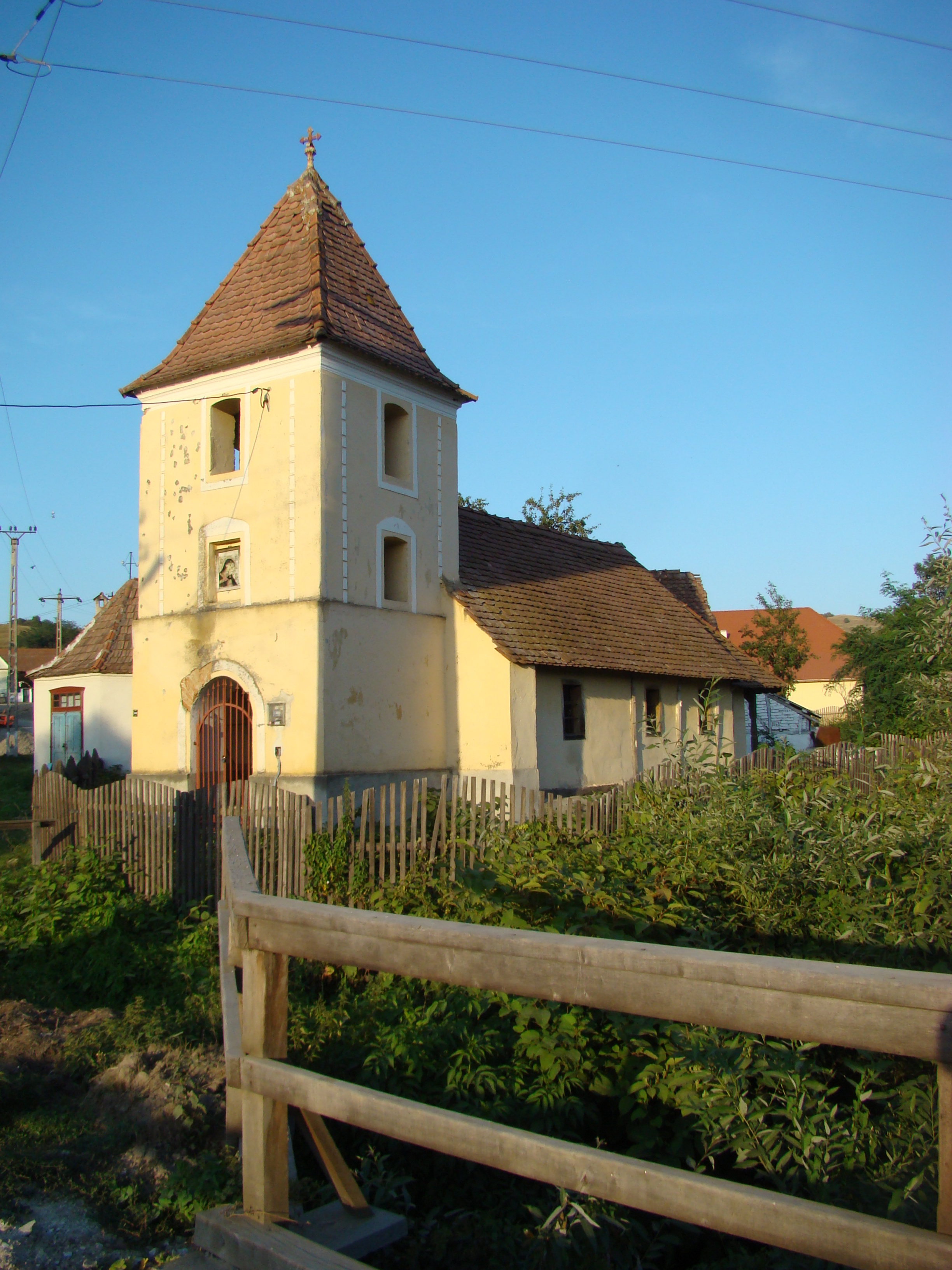
Biserica de lemn „Adormirea Maicii Domnului” din Săsăuș, comuna Chirpăr, județul Sibiu, foto: august 2012.

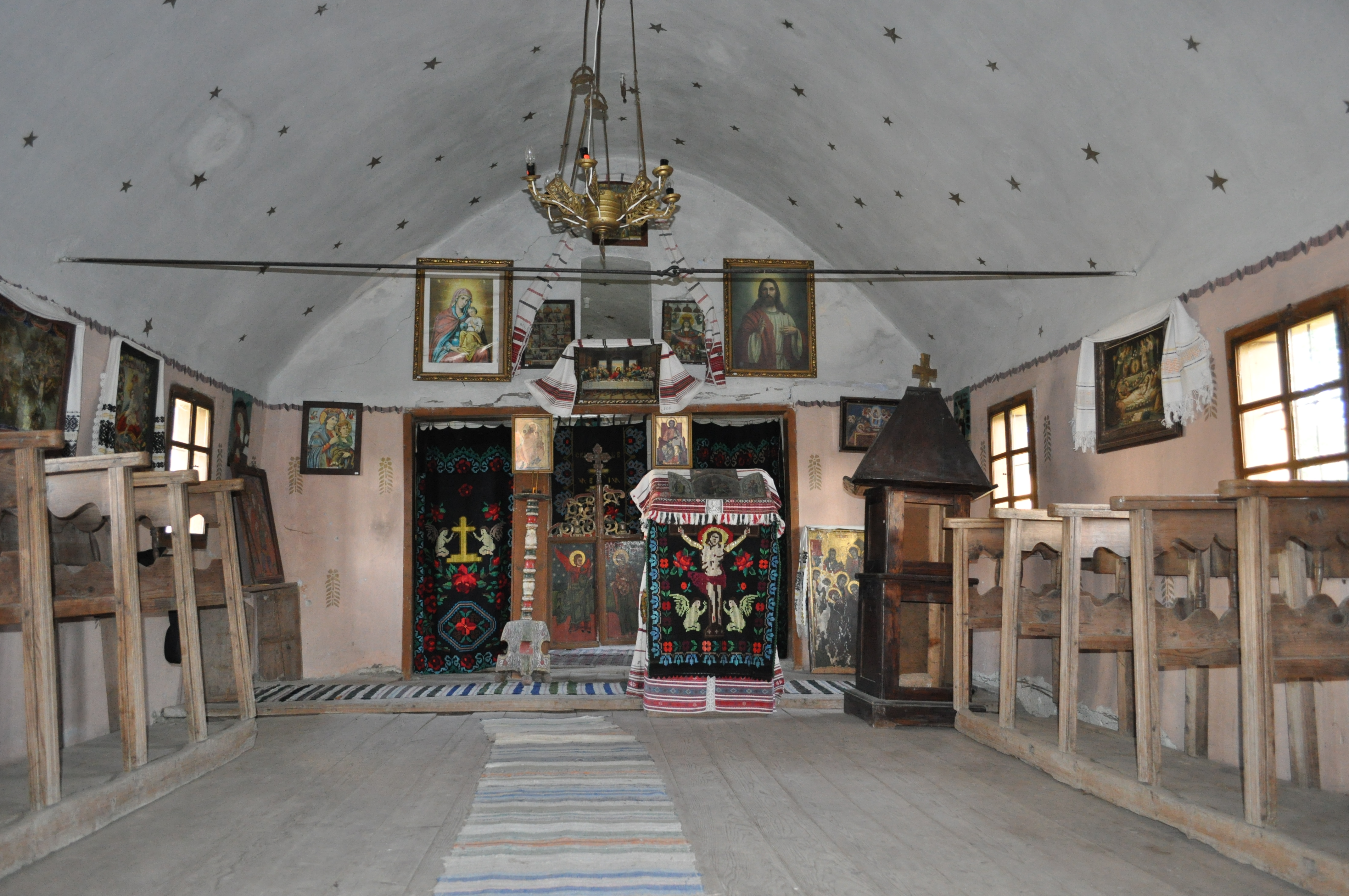
Nava spre iconostas

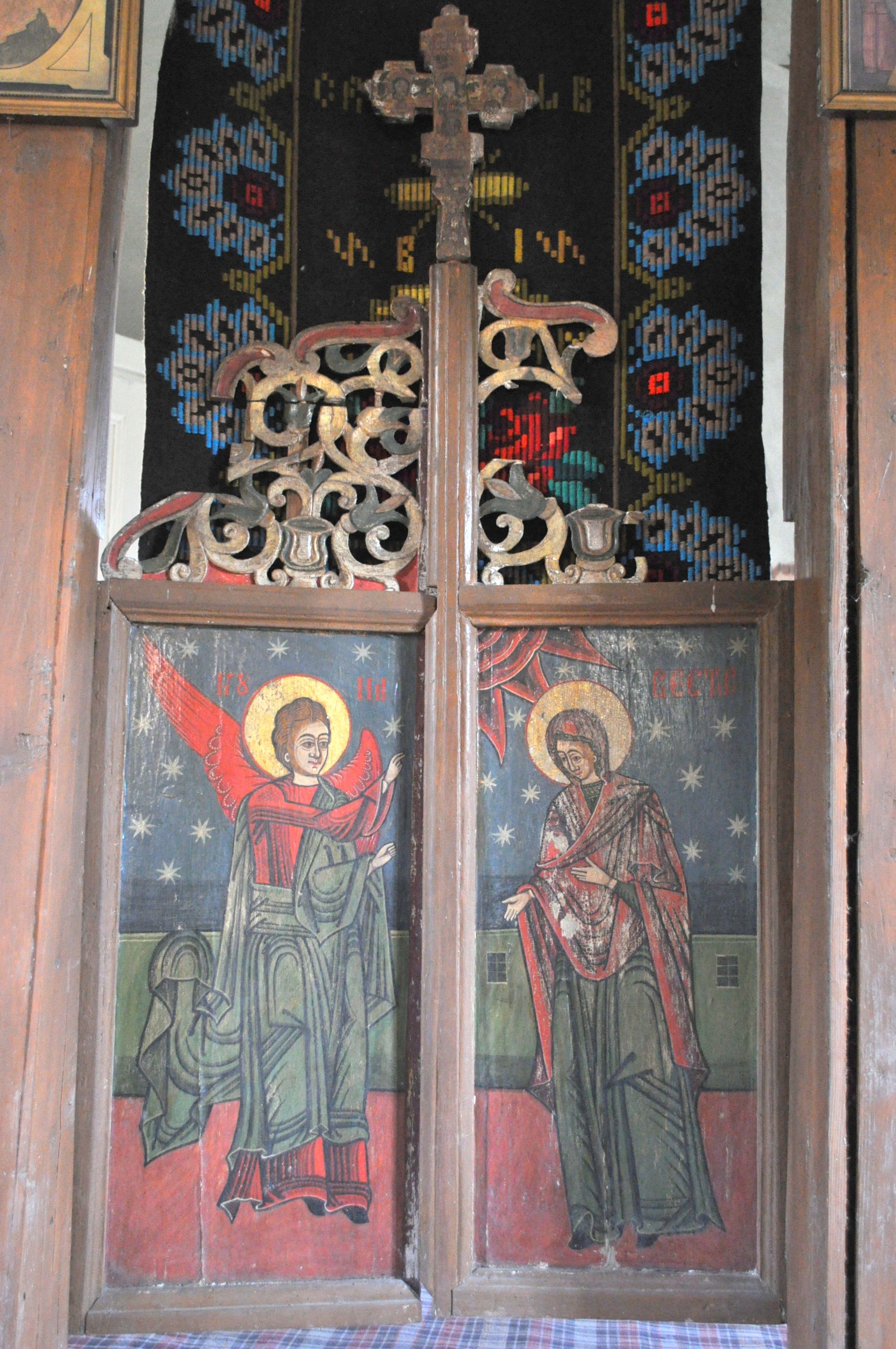
Ușile împărătești: Buna Vestire

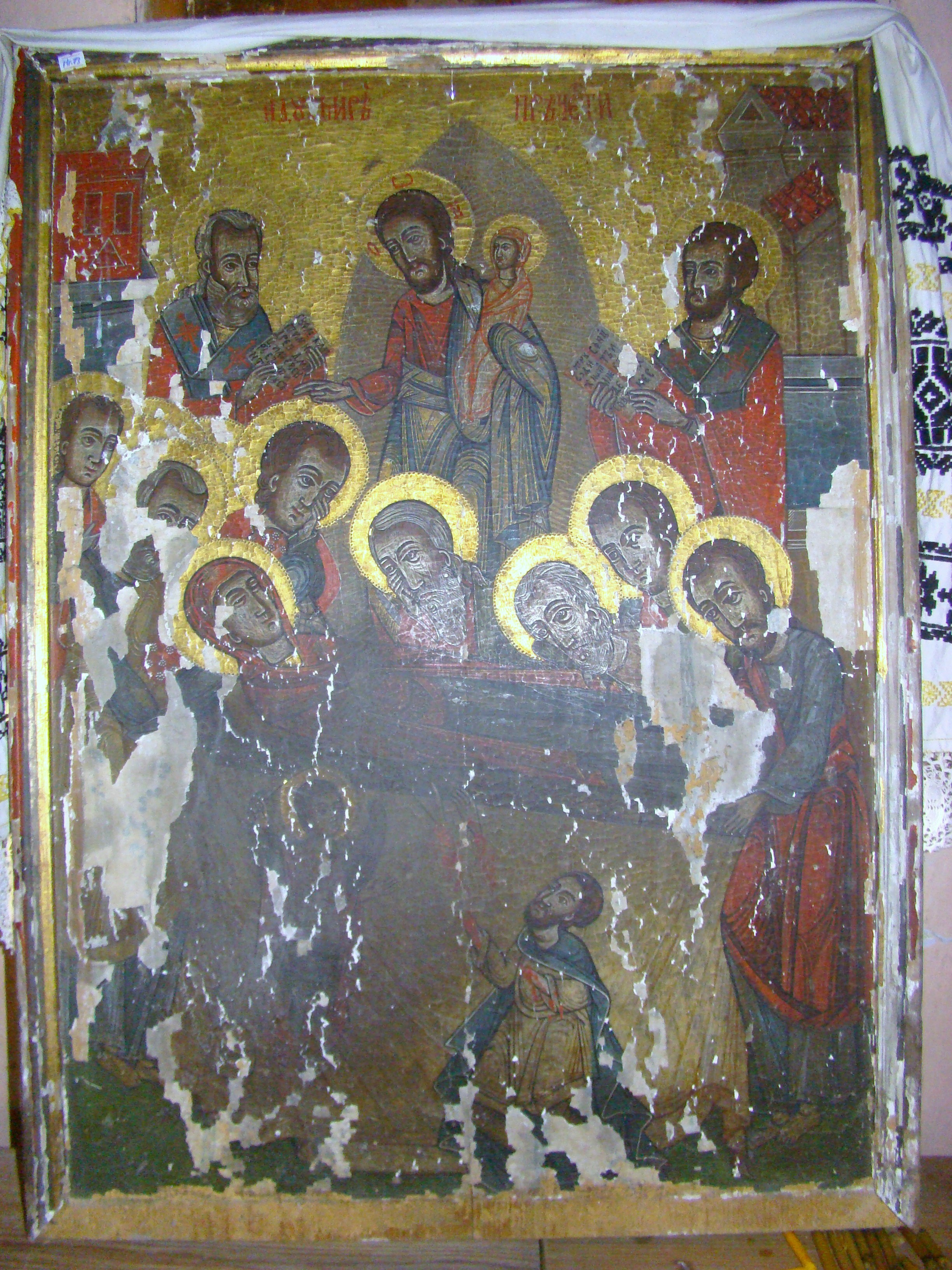
Icoana de hram: Adormirea Maicii Domnului

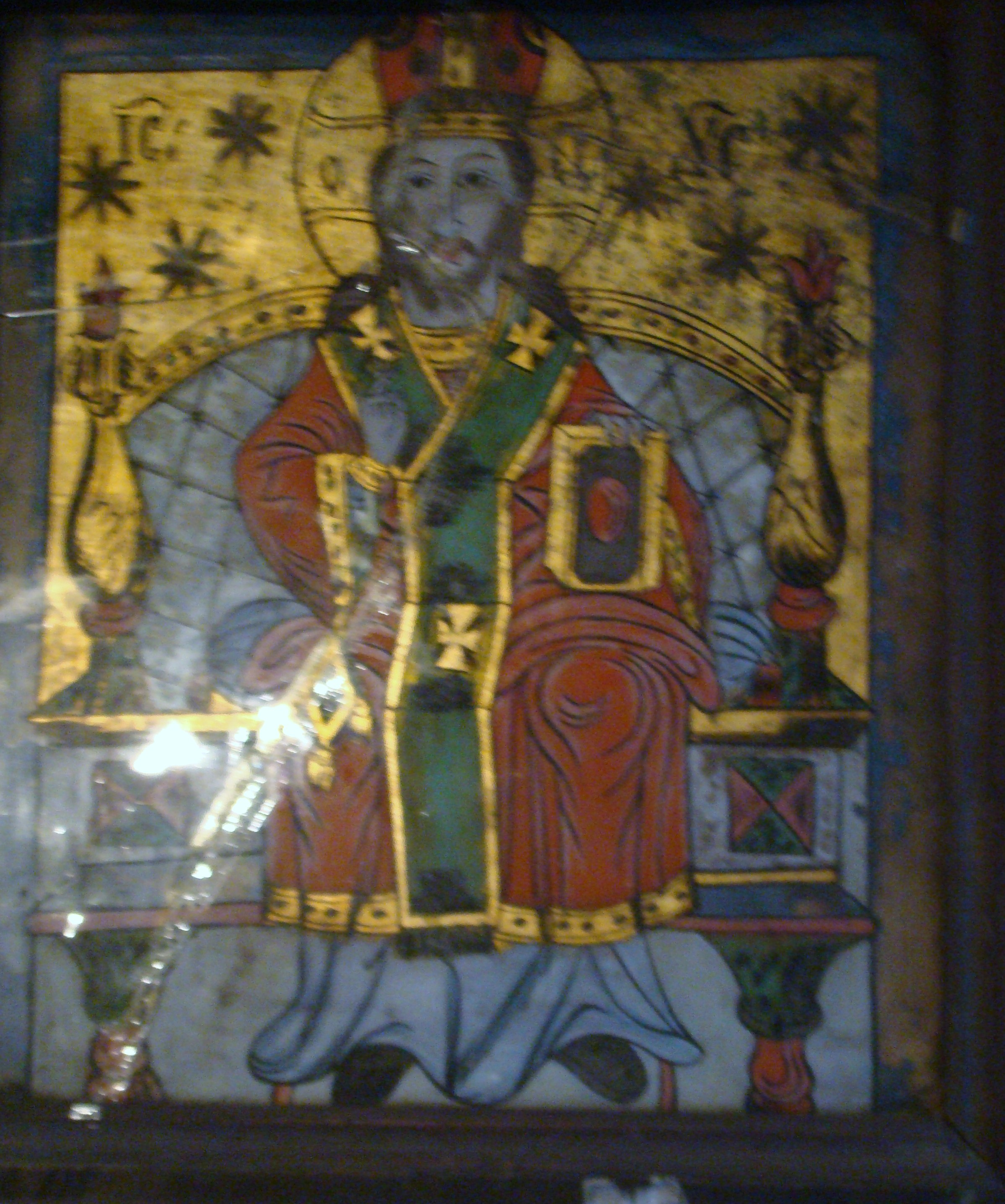
Icoană pe sticlă: Deisis

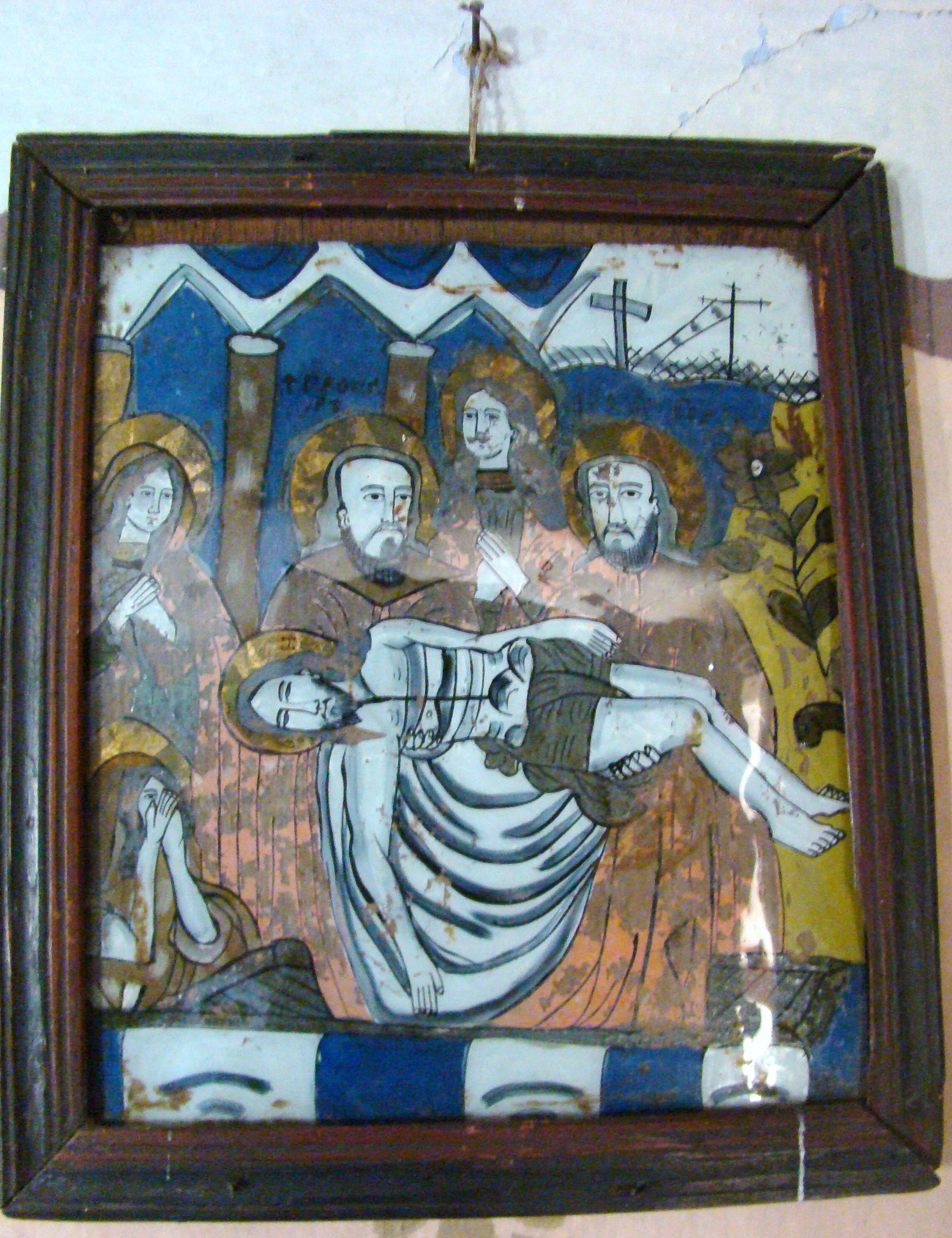
Icoană pe sticlă: Coborârea de pe cruce

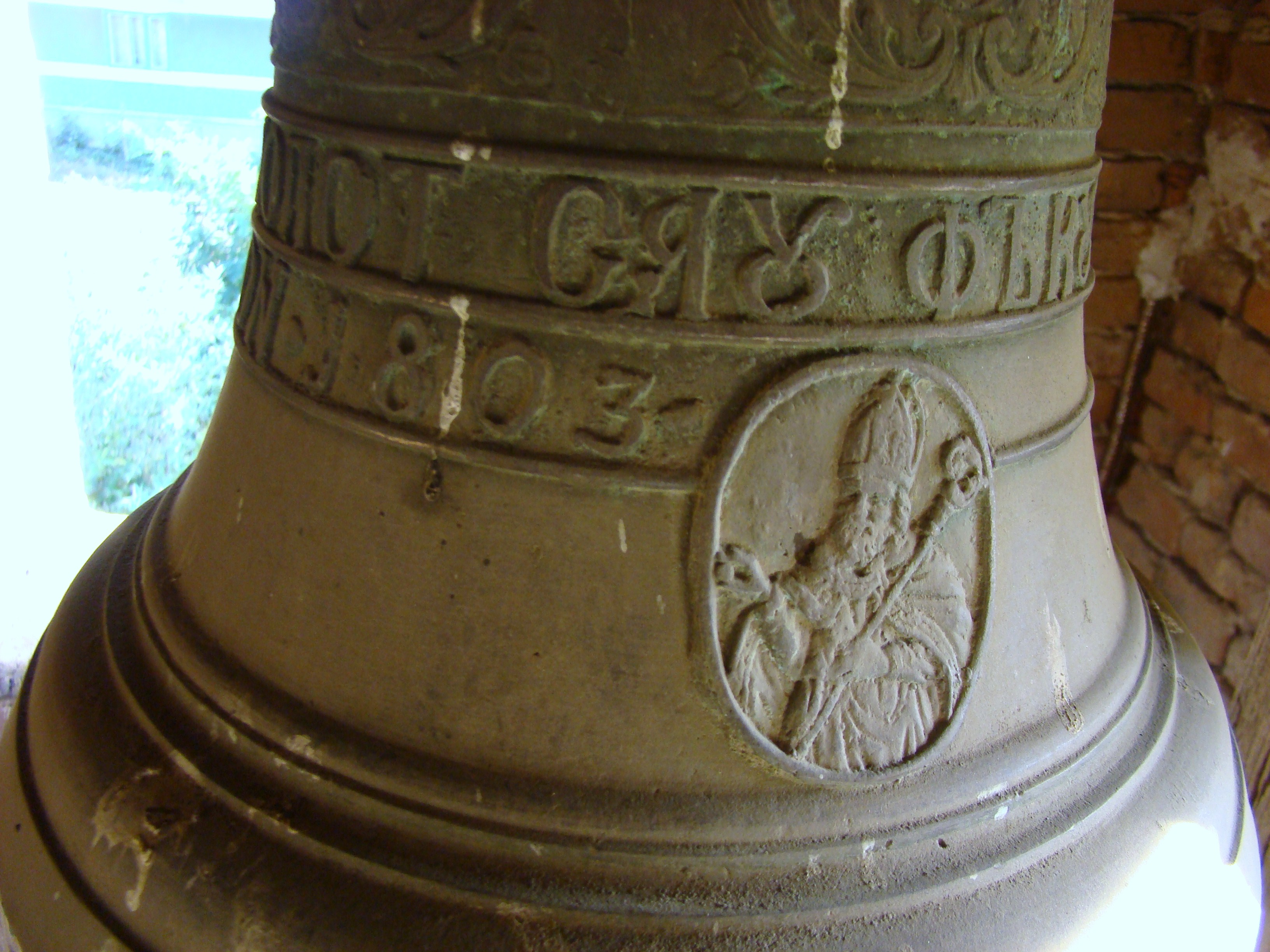
Clopotul de la 1803 cu însemnele papale

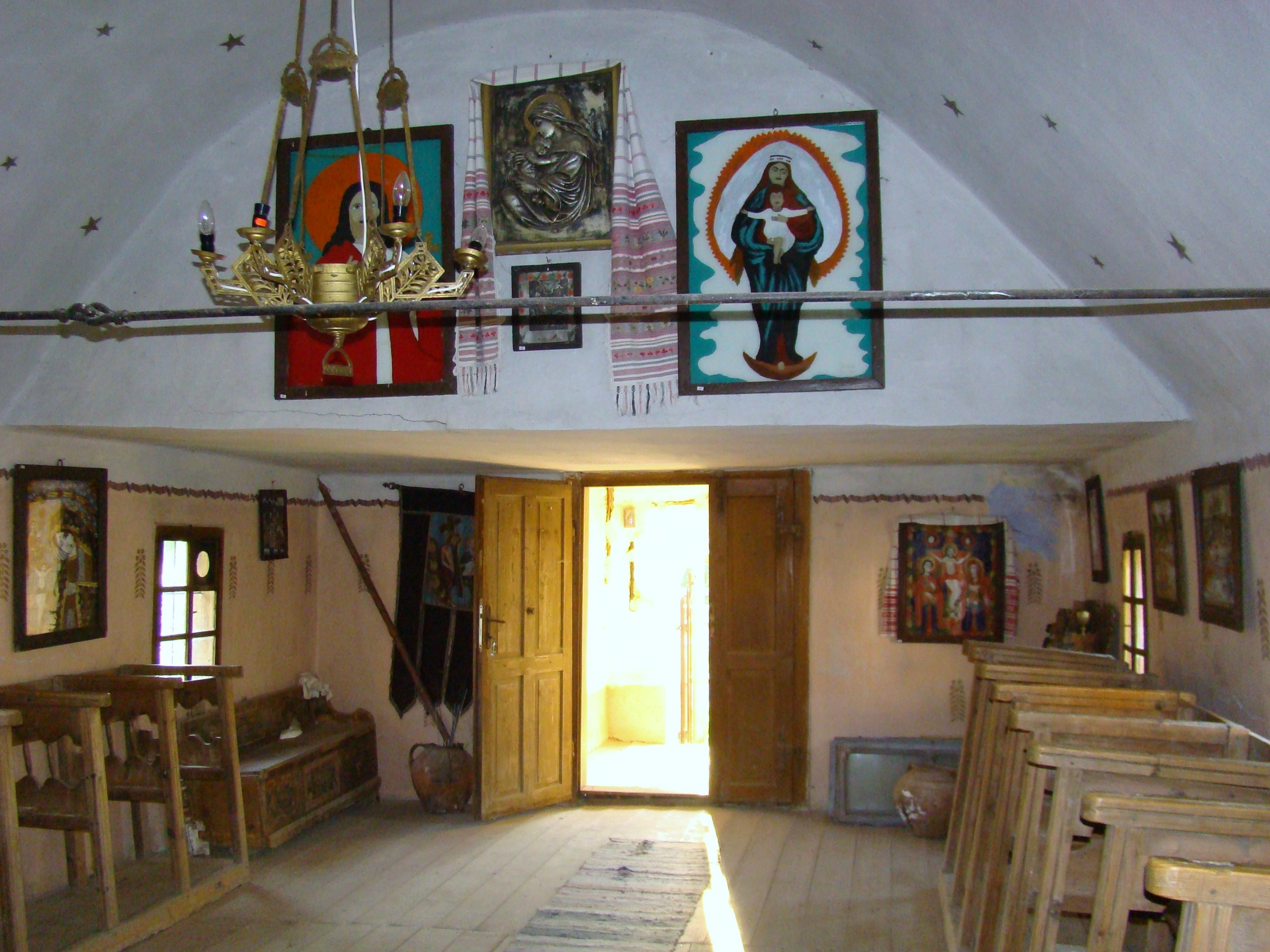
Nava spre ieșire

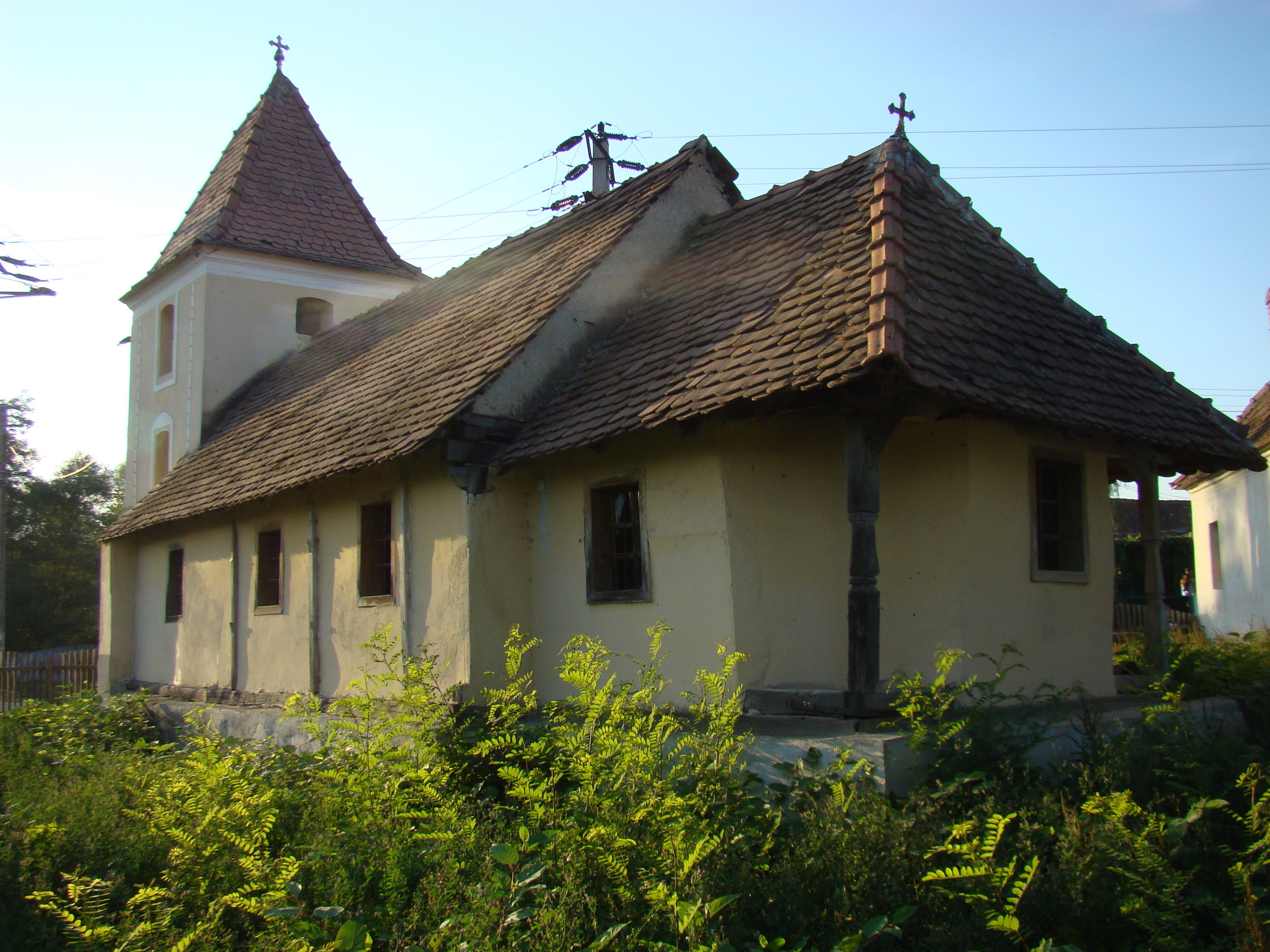
Biserica (sud-est)

Biserica de lemn din Săsăuș, comuna Chirpăr, județul Sibiu, datează din secolul XVIII. Are hramul „Adormirea Maicii Domnului”. Biserica nu se află pe noua listă a monumentelor istorice.

## Istoric
Biserica „mică”, de lemn, cu acelasi hram ca și biserica de piatră pictată de frații Grecu, „Adormirea Maicii Domnului”, a fost adusă din Vurpăr în anul 1926 și reconstruită pe locul fostei biserici greco-catolice pentru credincioșii uniți din sat. Biserica greco-catolică a intrat în patrimoniul parohiei ortodoxe după venirea comuniștilor la putere. Nu se cunoaște cu exactitate momentul înălțării ei în localitatea de origine, nu există nici un fel de document, arhiva parohiei fiind mistuită de flăcări cu destul timp în urmă.  Sistemul constructiv, asemănător bisericii de lemn din Presaca, pictura ușilor împărătești și clopotul care are inscripționat anul 1803 și efigia papală permit luarea în considerare, ca perioadă a edificării ei, secolul XVIII.

## Trăsături
Are fundația din piatră, pereții din lemn tencuiți cu mortar de var, iar acoperișul din lemn acoperit cu țiglă solzi. Are forma de navă, altarul decroșat, heptagonal, un turn înalt de 6 m, iar suprafata totală clădită este de 65 mp.  Turnul din cărămidă, a fost adosat corpului din lemn după aducerea ei în Săsăuș. În turn se găsesc 2 clopote: unul datând din anul 1803 și donat de popa Aaron și altul din 1931 fabricat la Sibiu, în fabrica lui Fritz Kauntz. Tânărul preot paroh a amenajat în biserică un mic muzeu cu obiecte de cult și exponate etnografice adunate din sat.

## Imagini din exterior

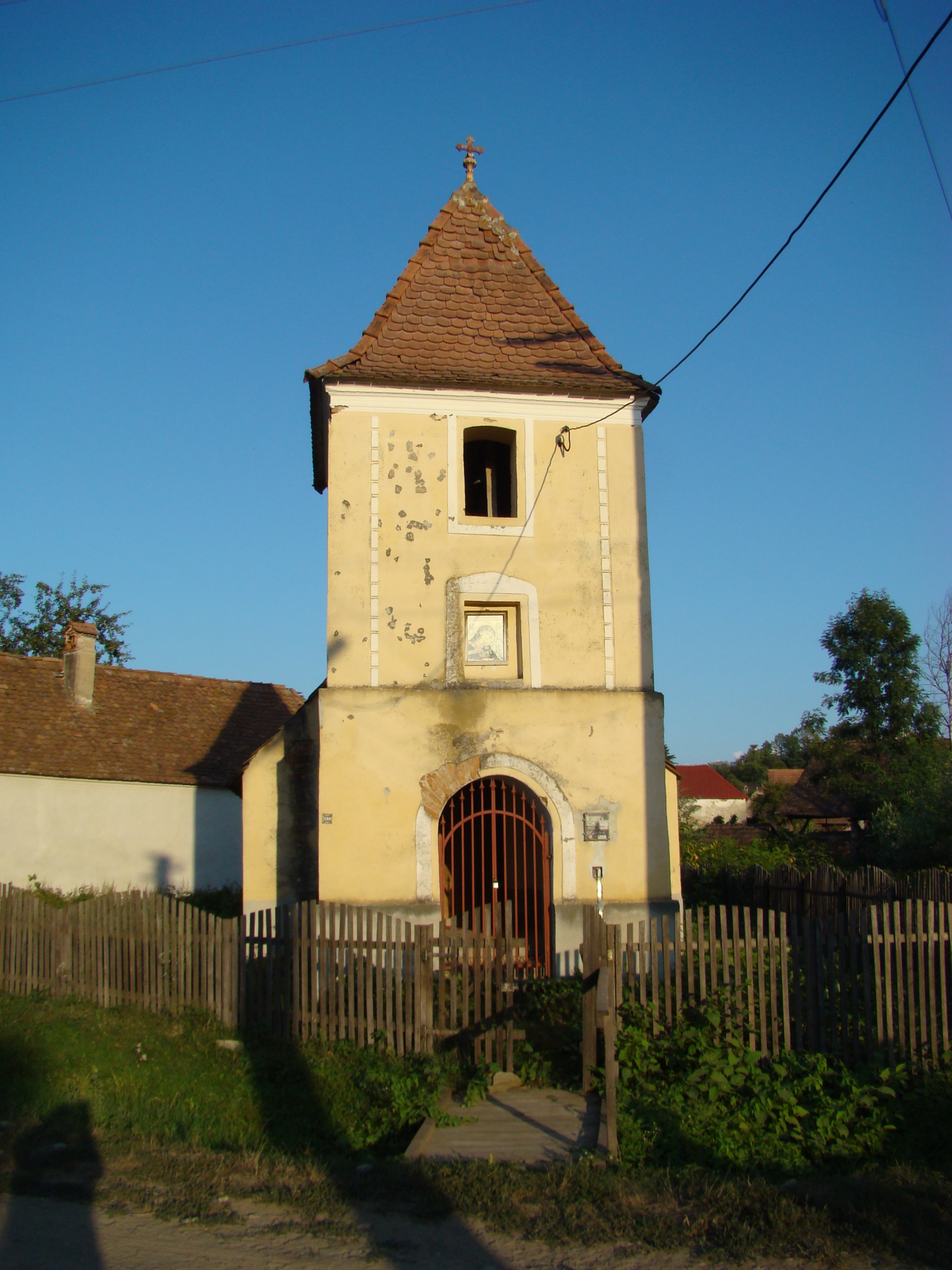
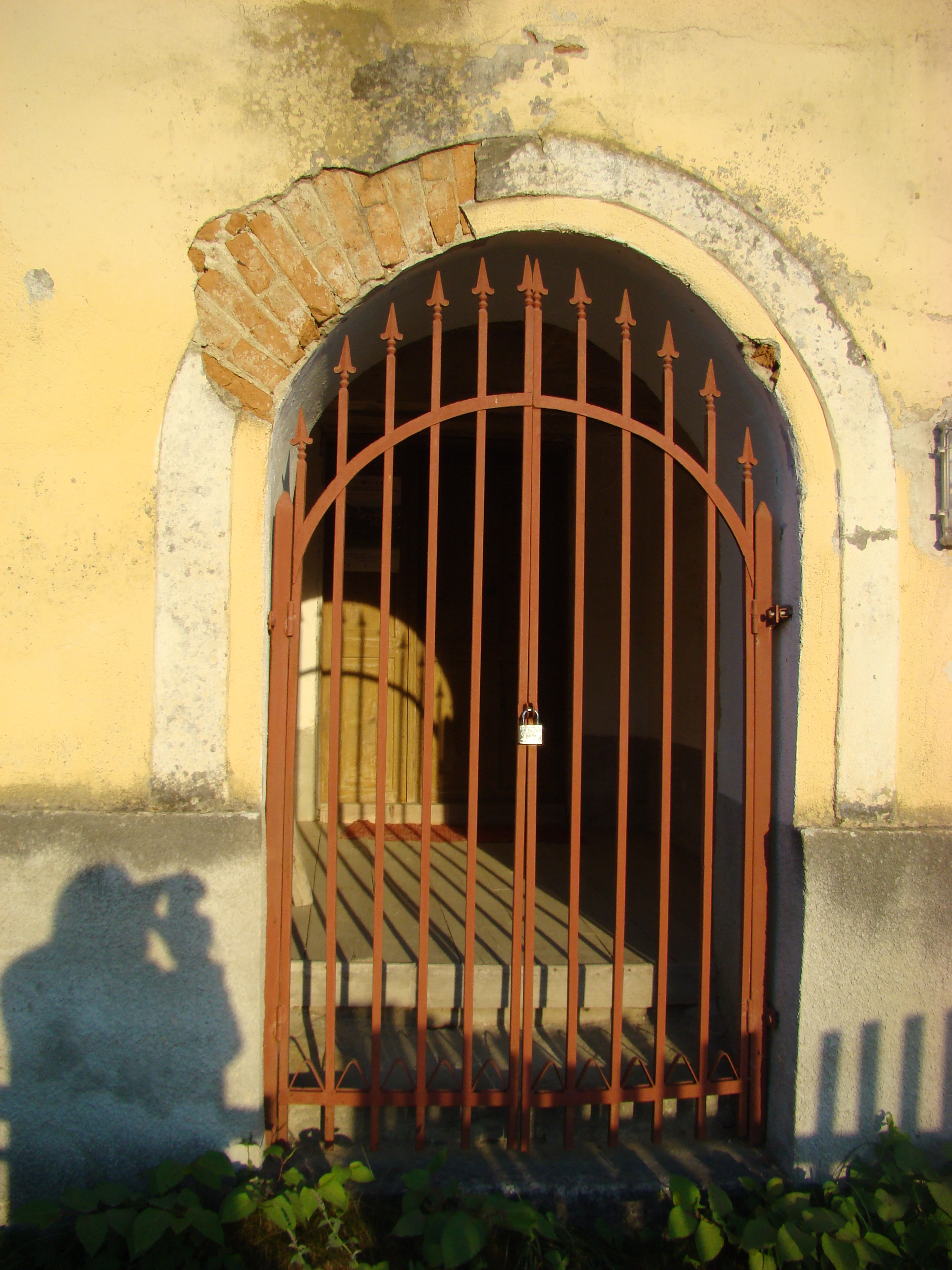
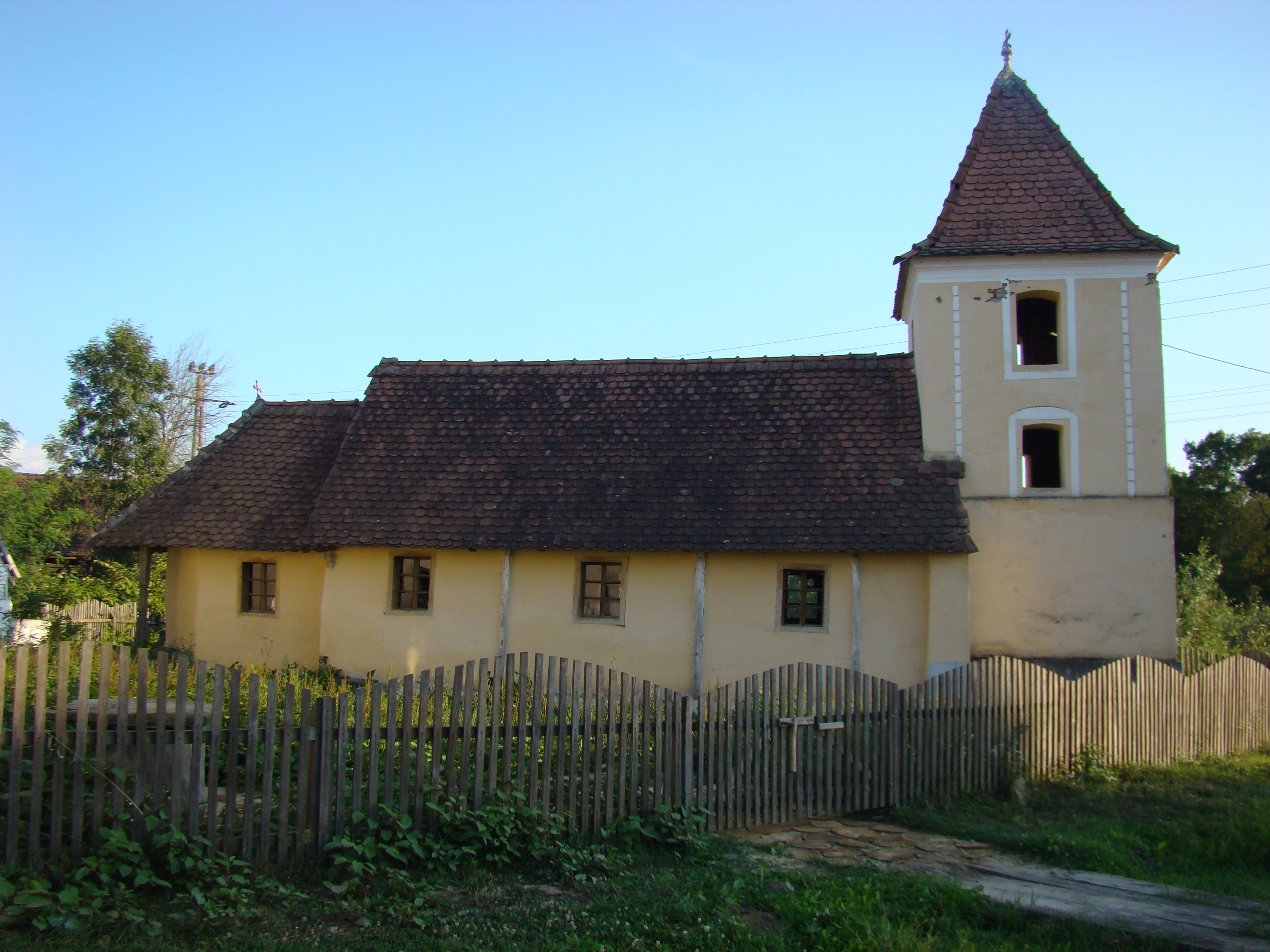
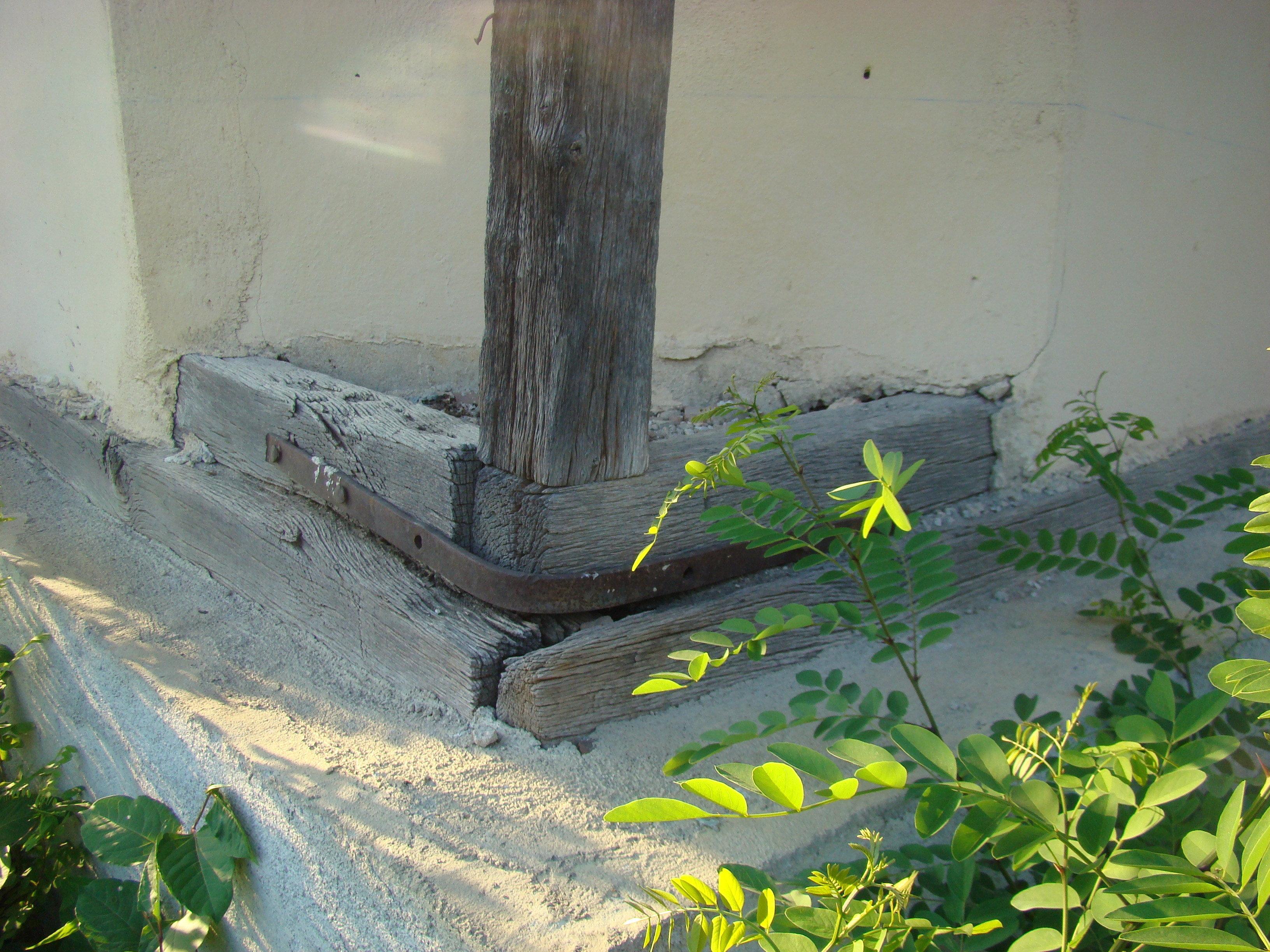
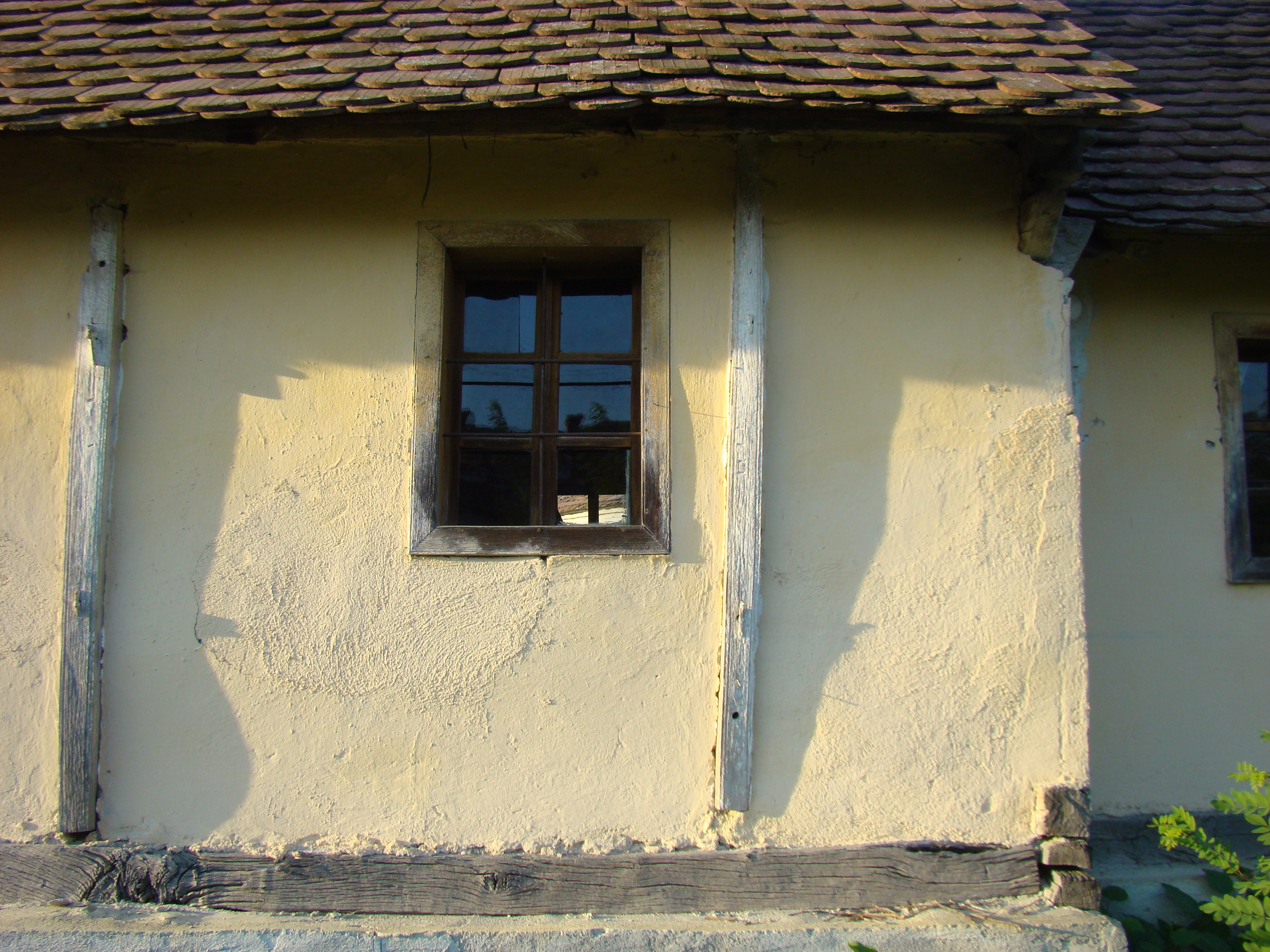
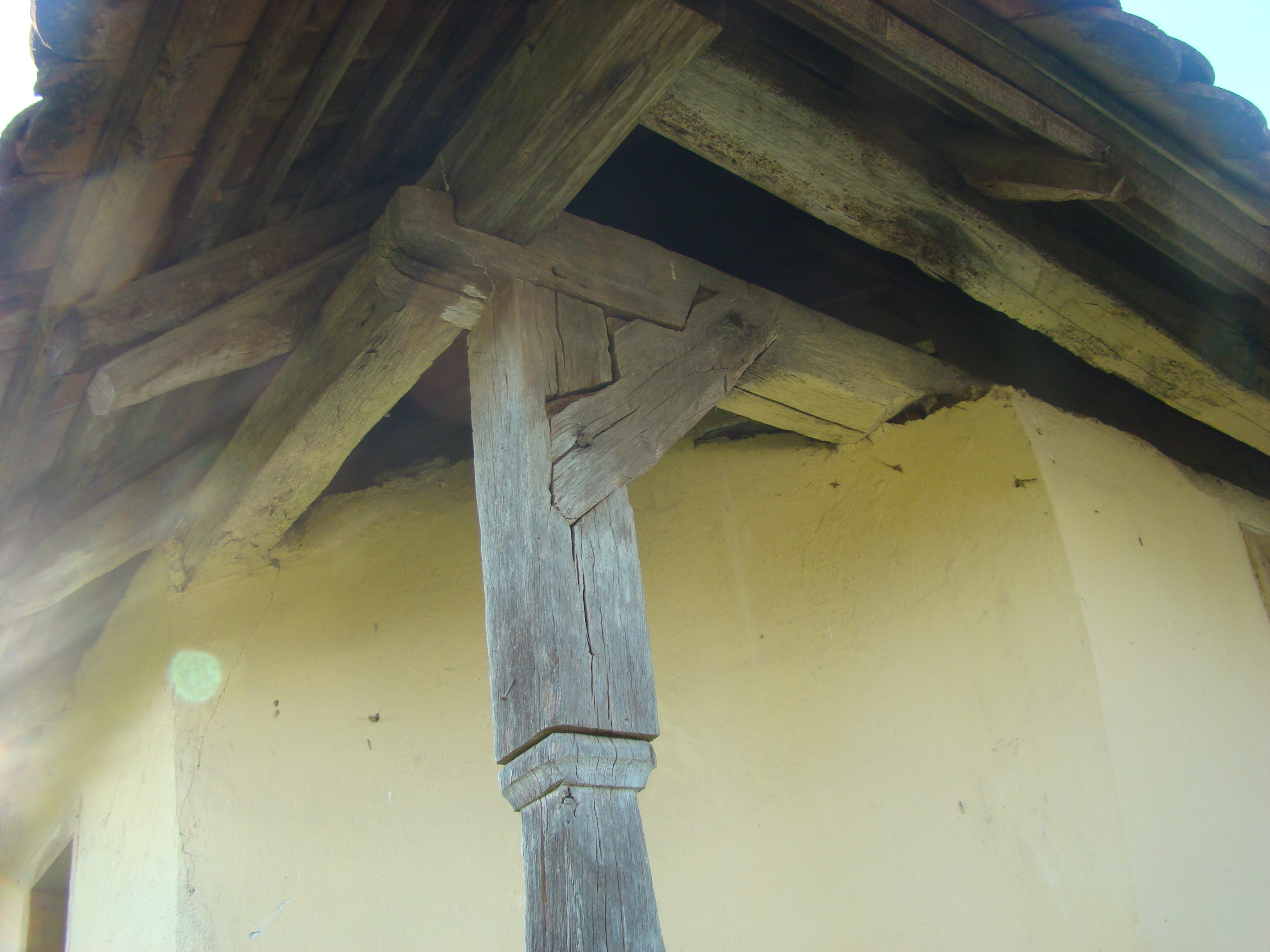
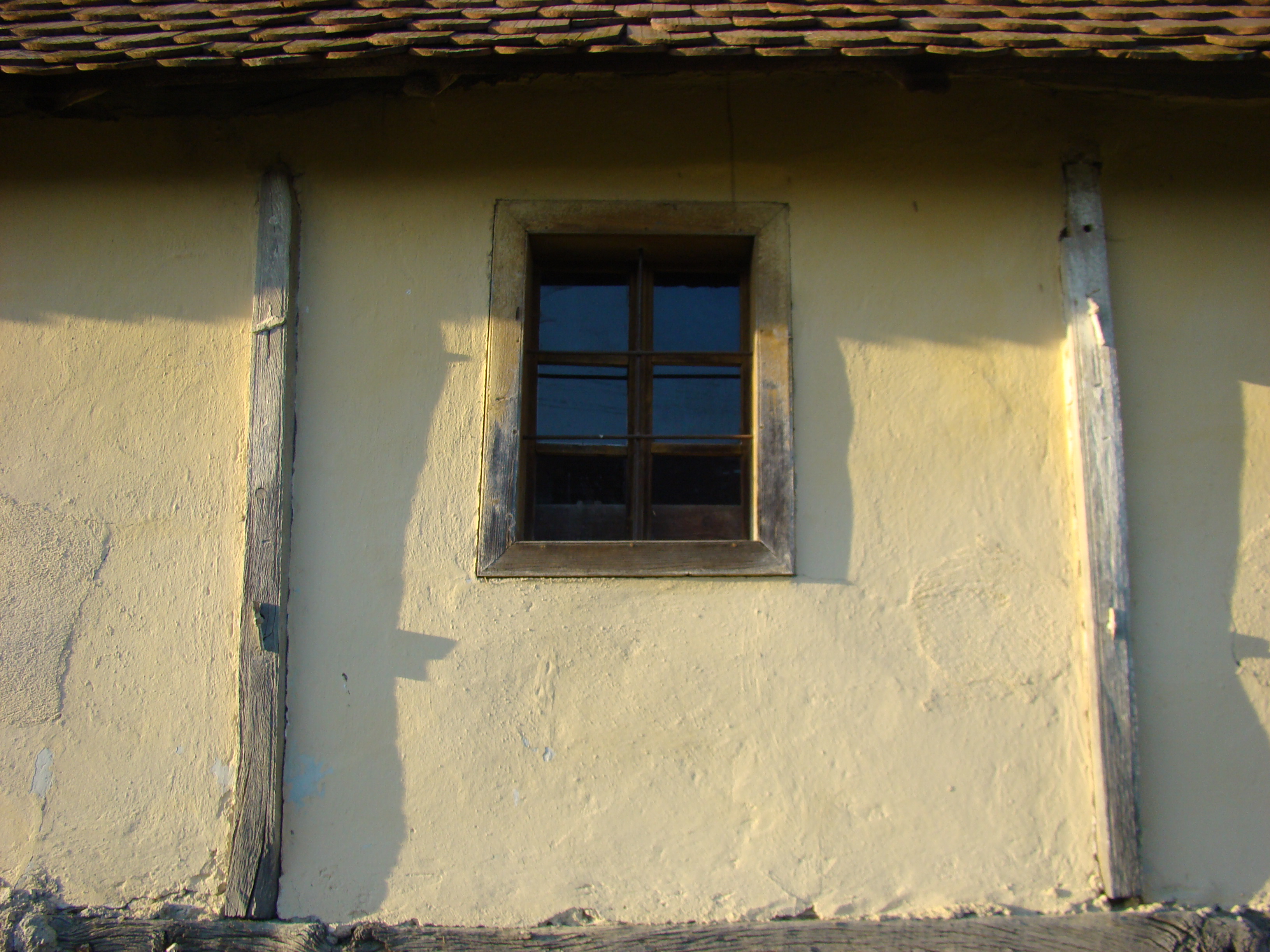
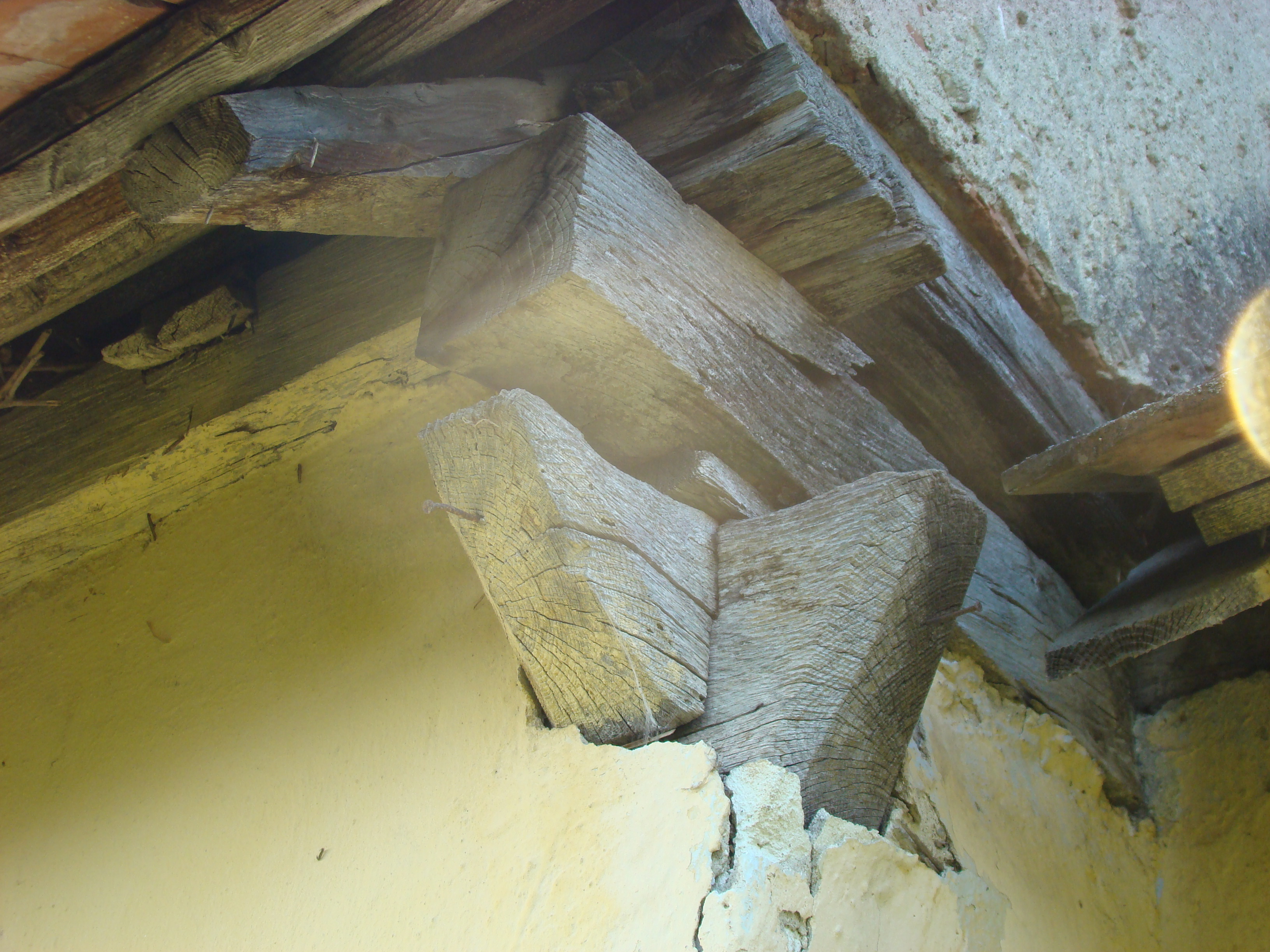
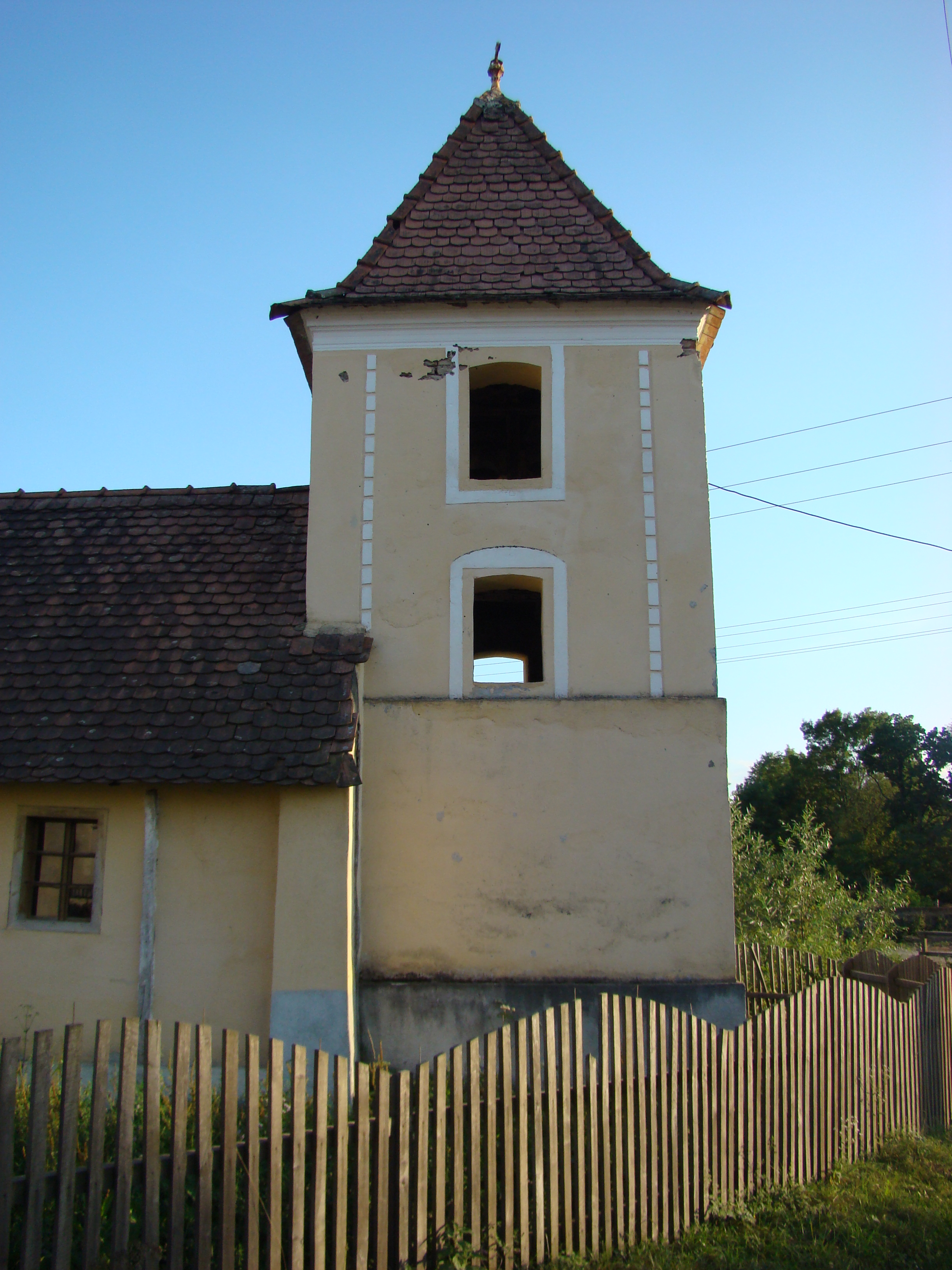
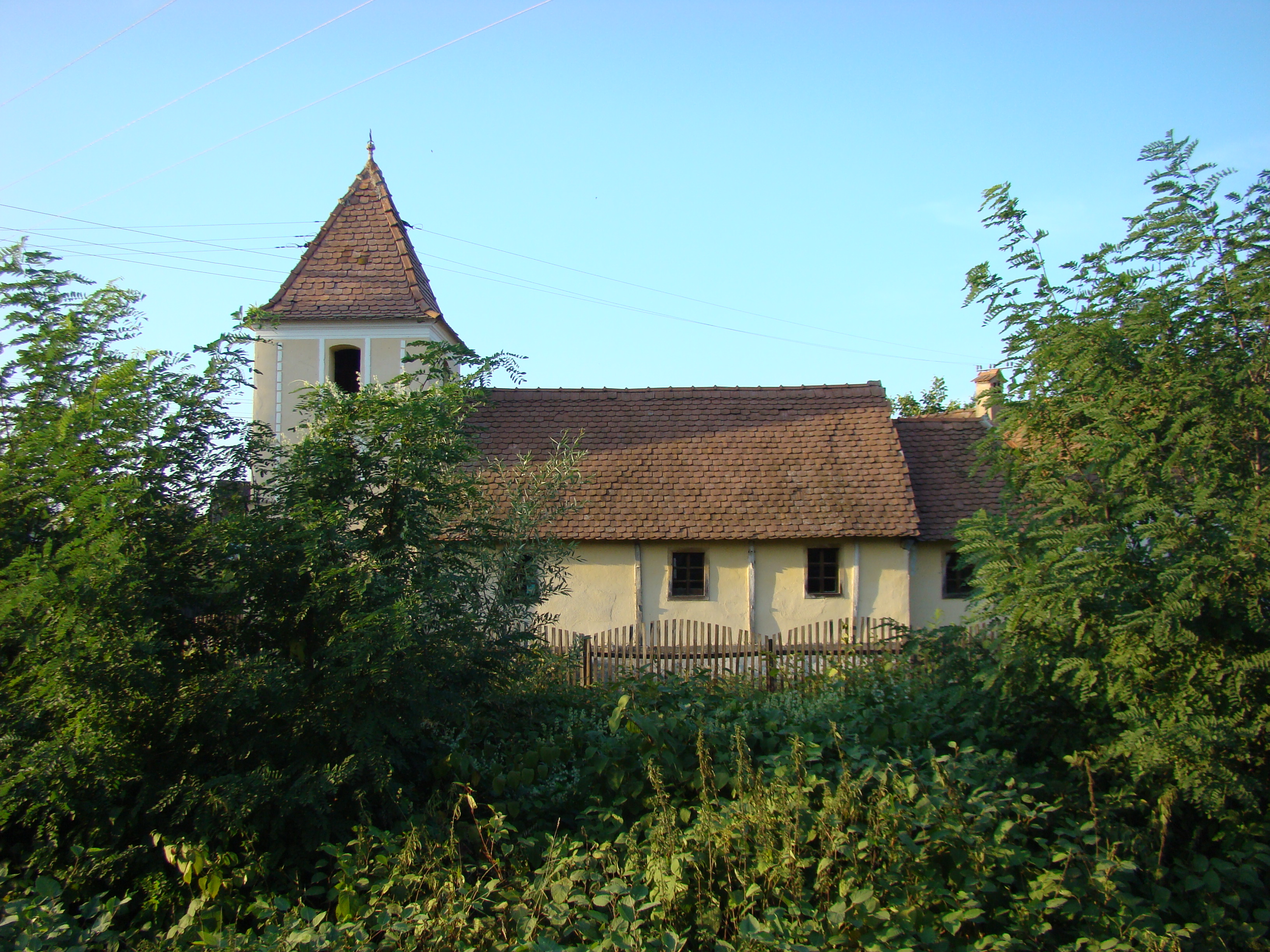
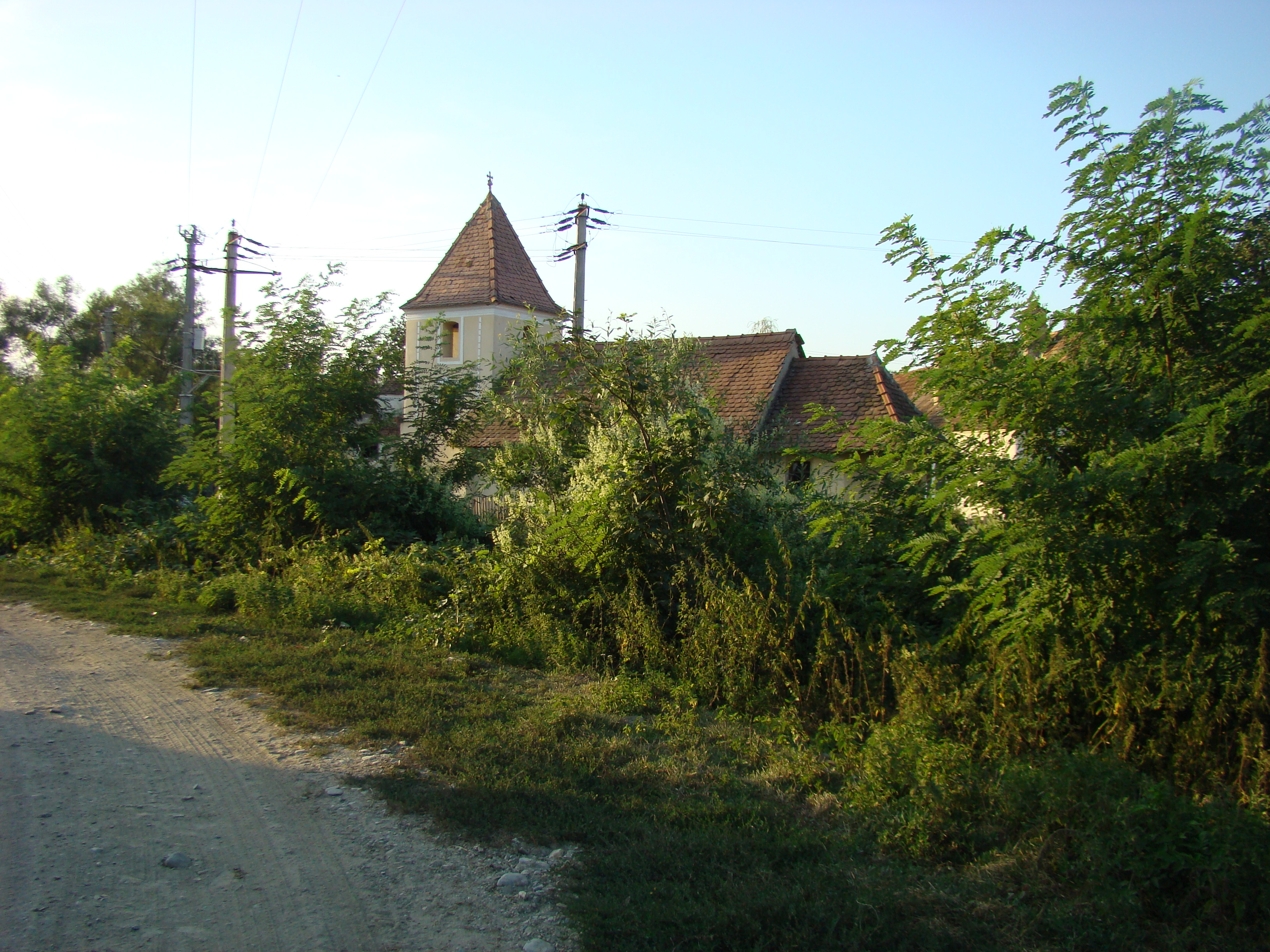
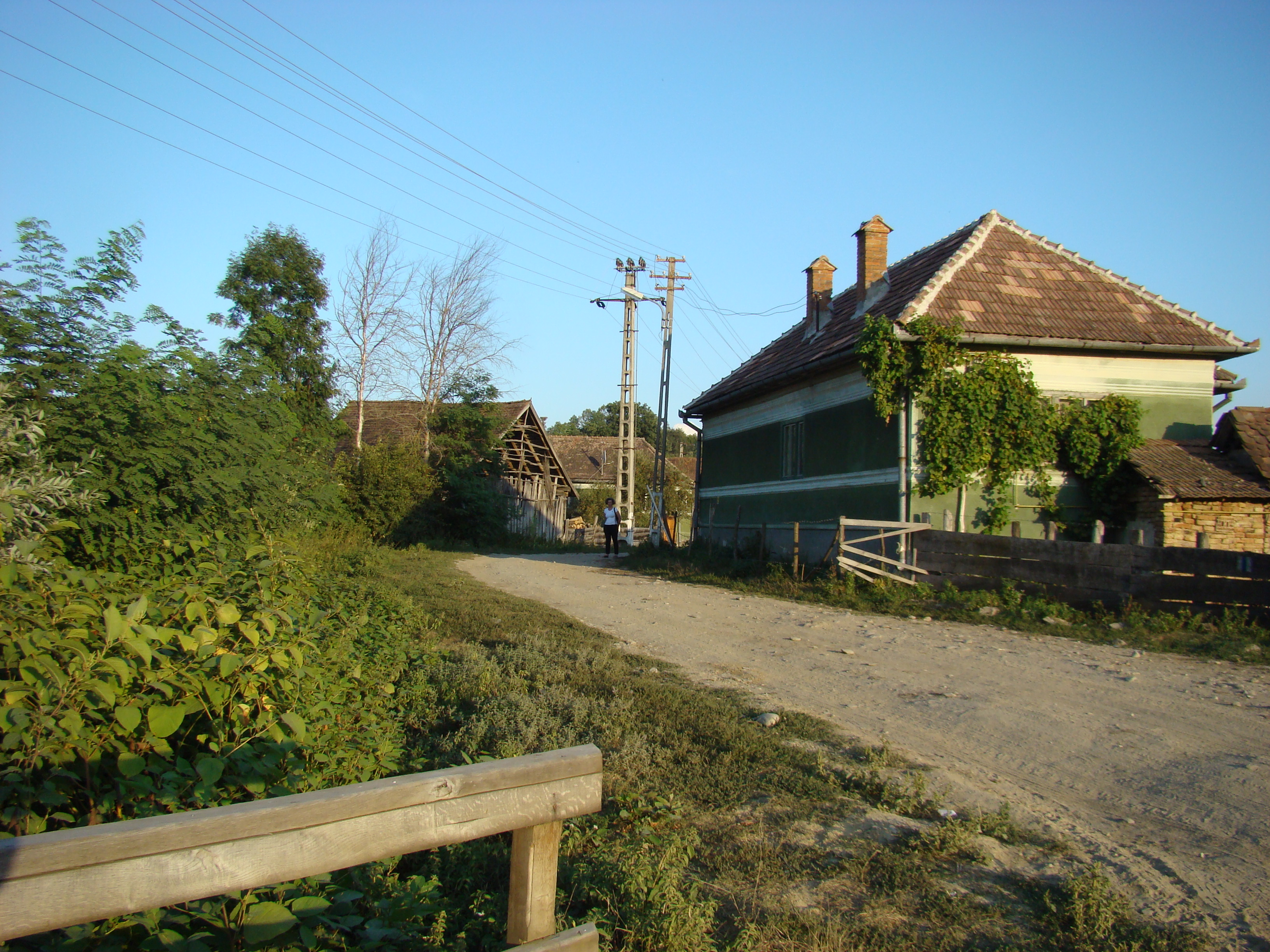

## Imagini din interior

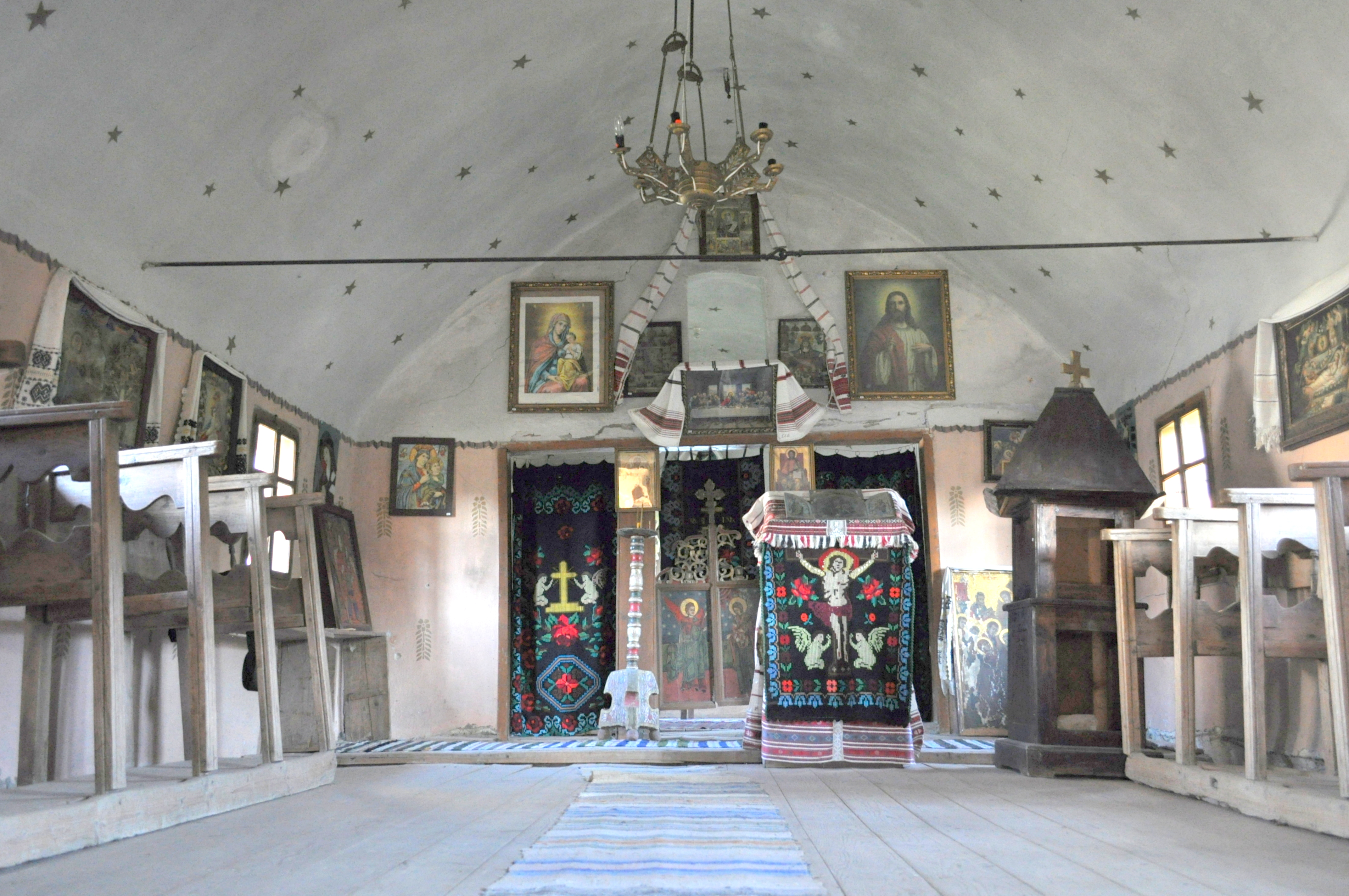
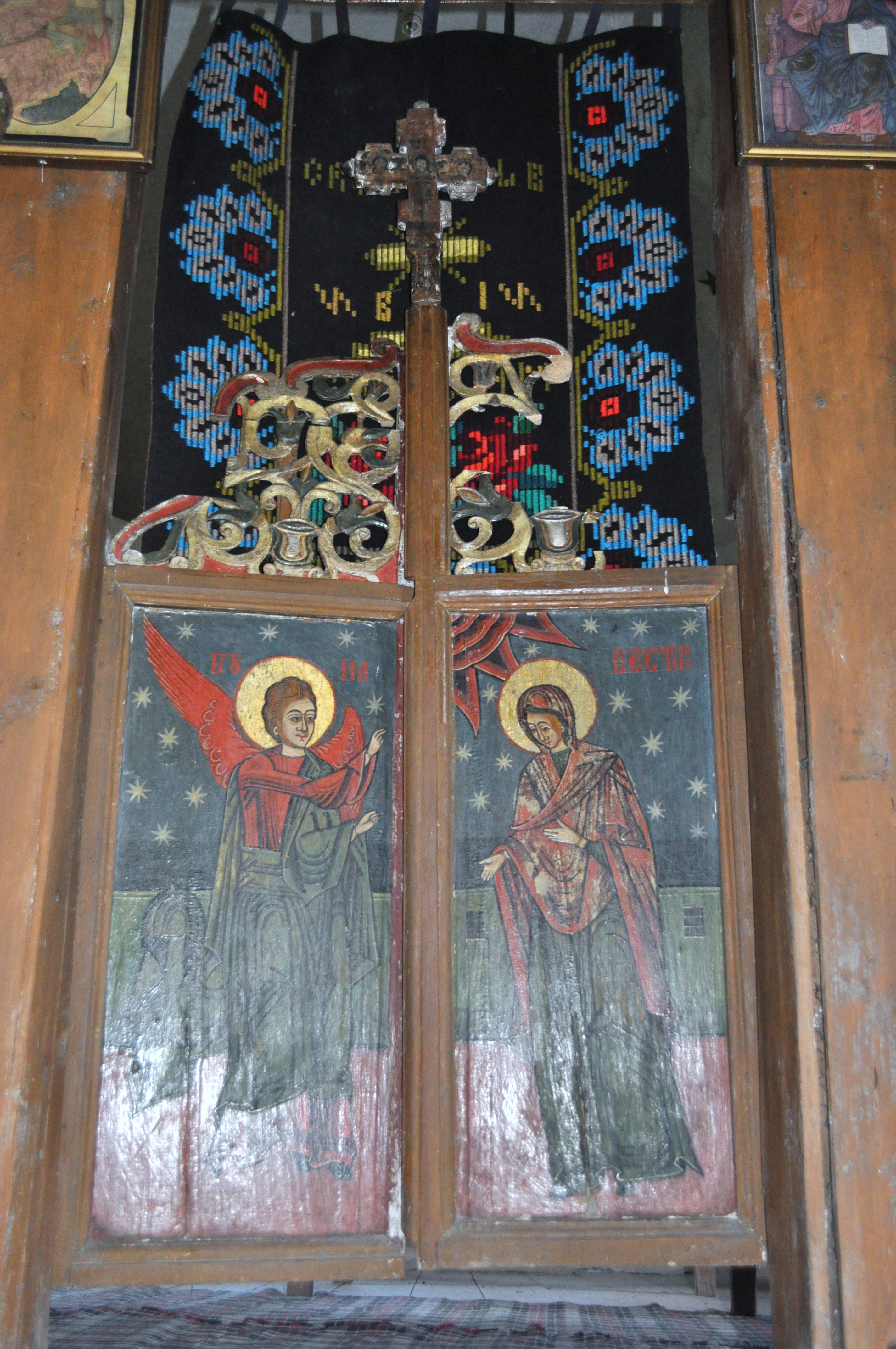
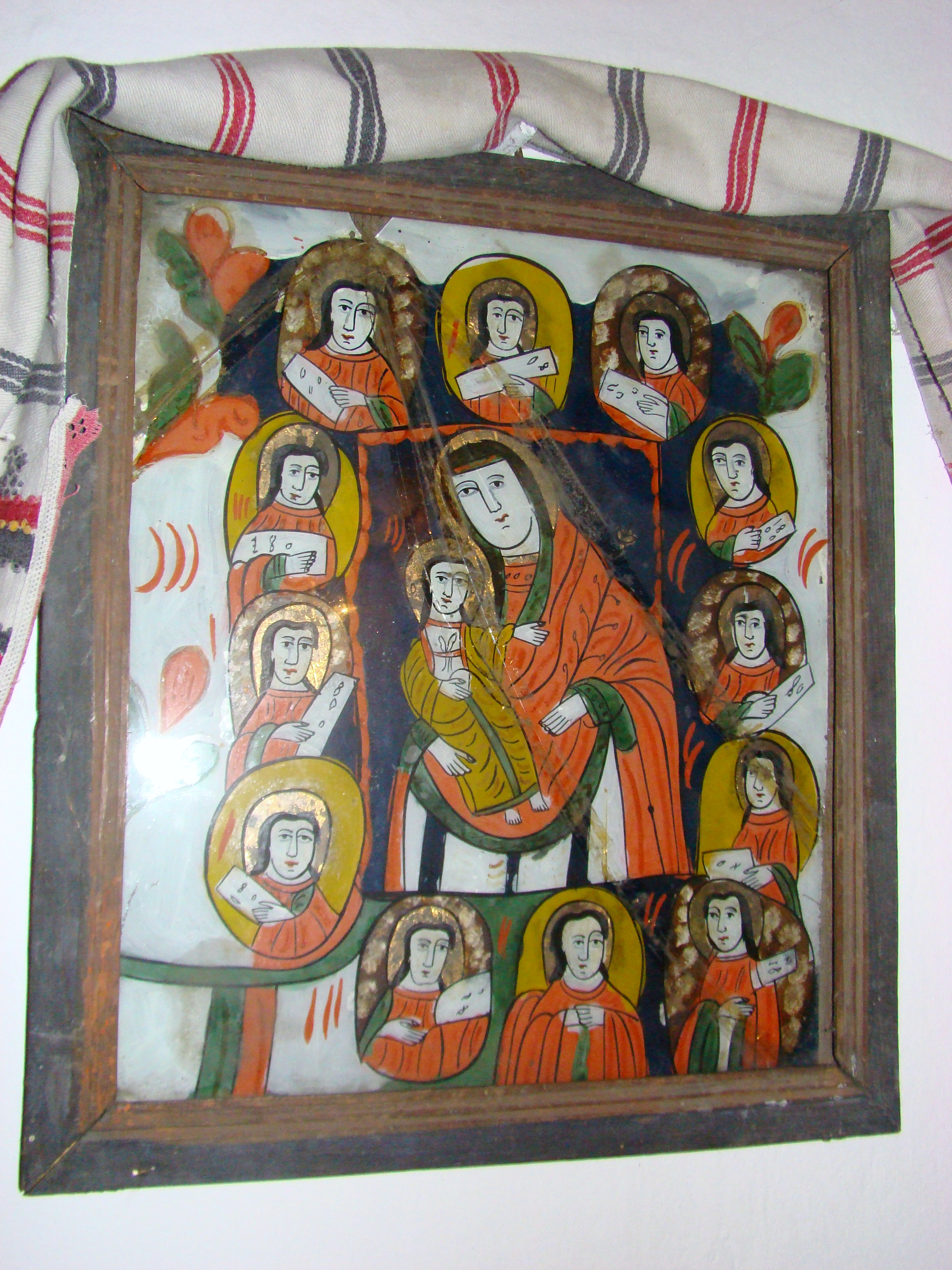
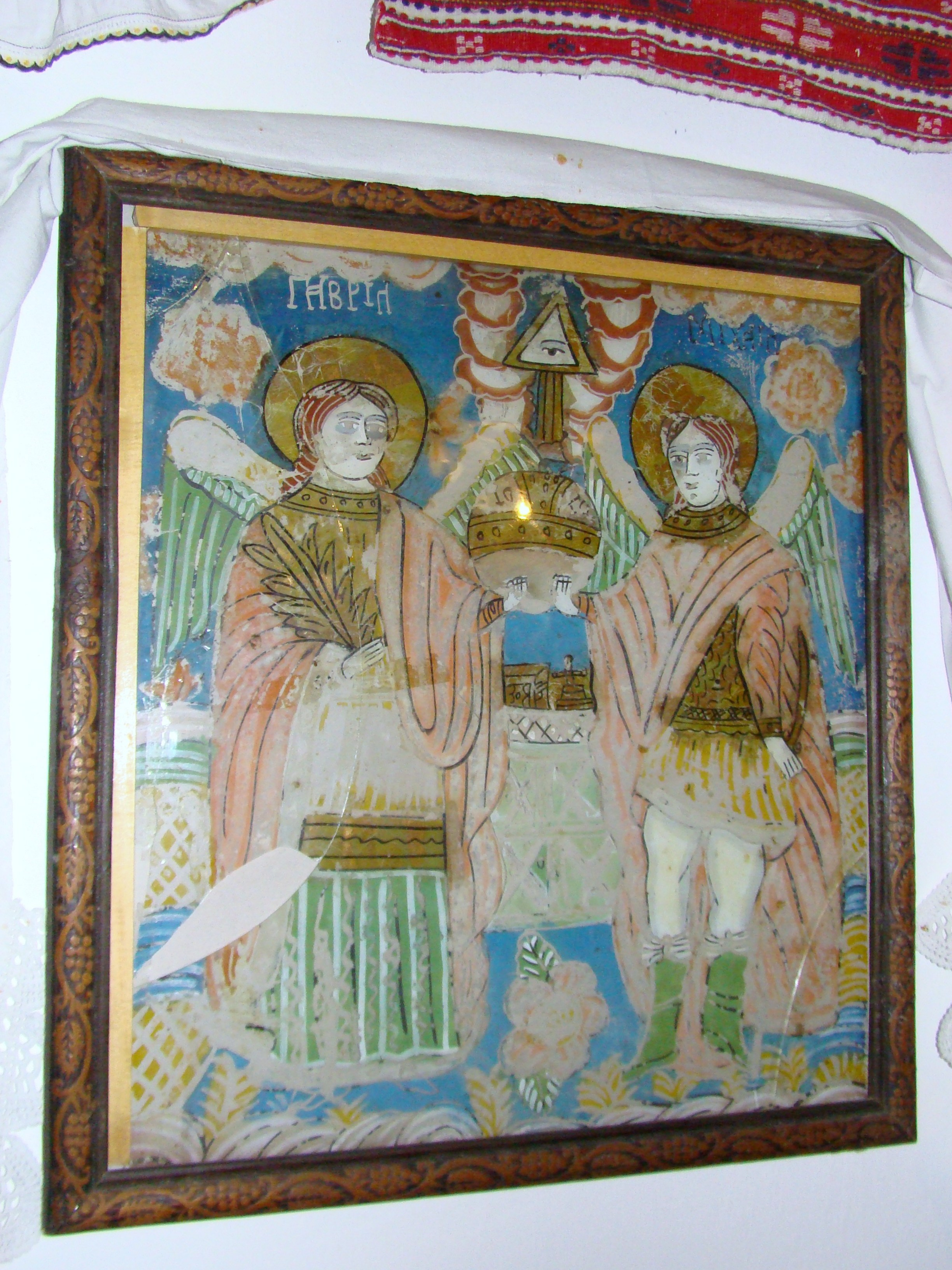
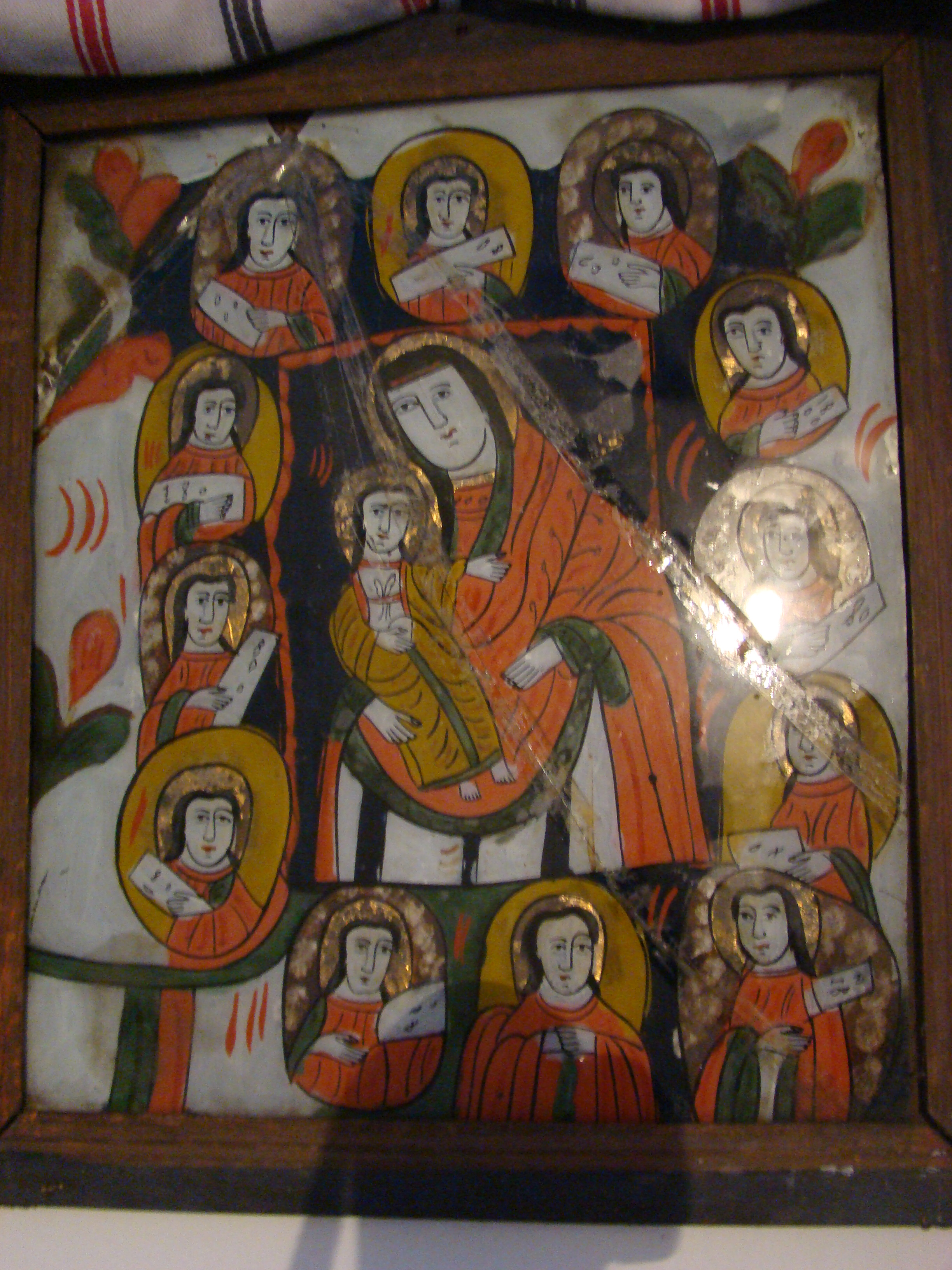
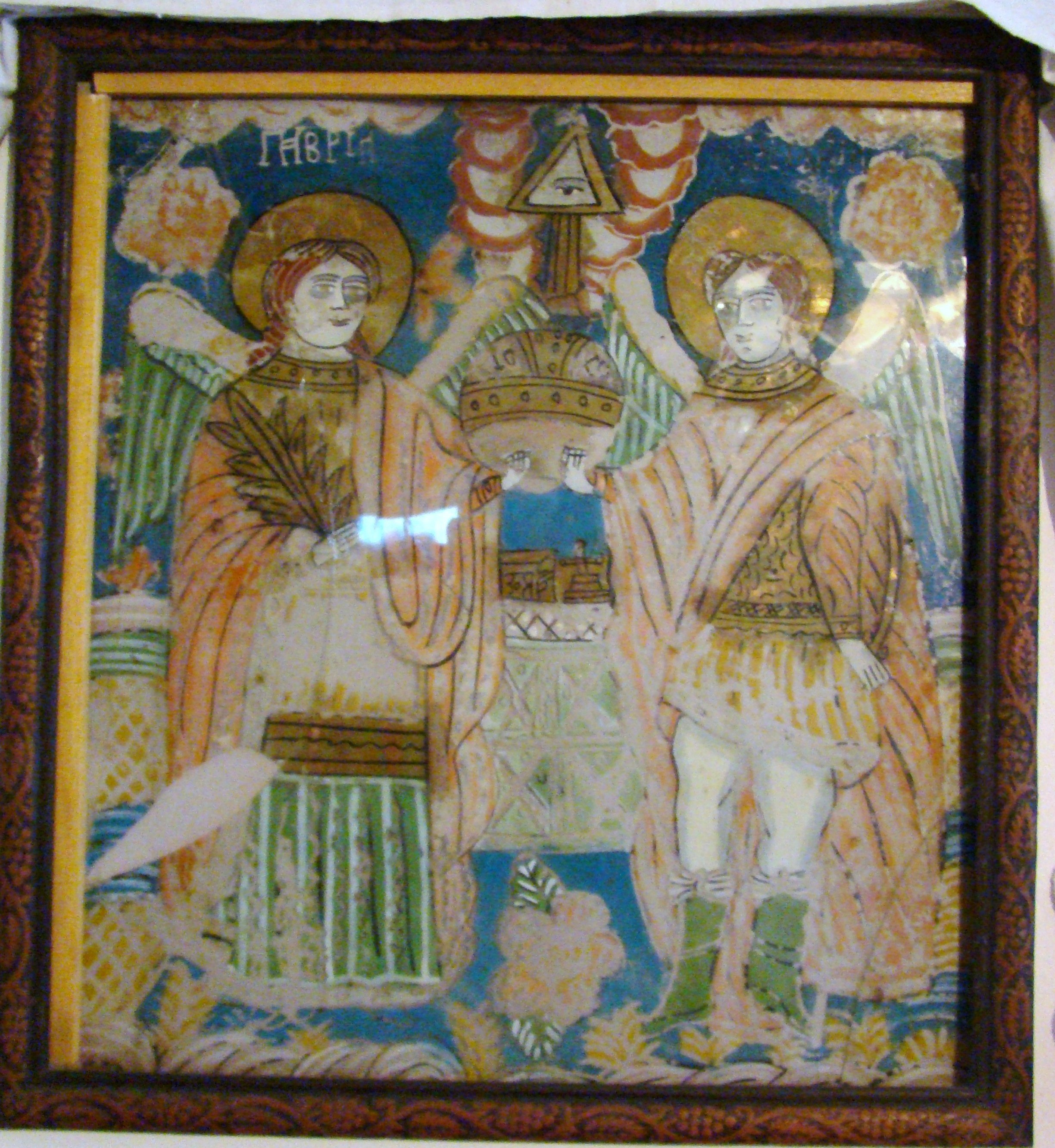
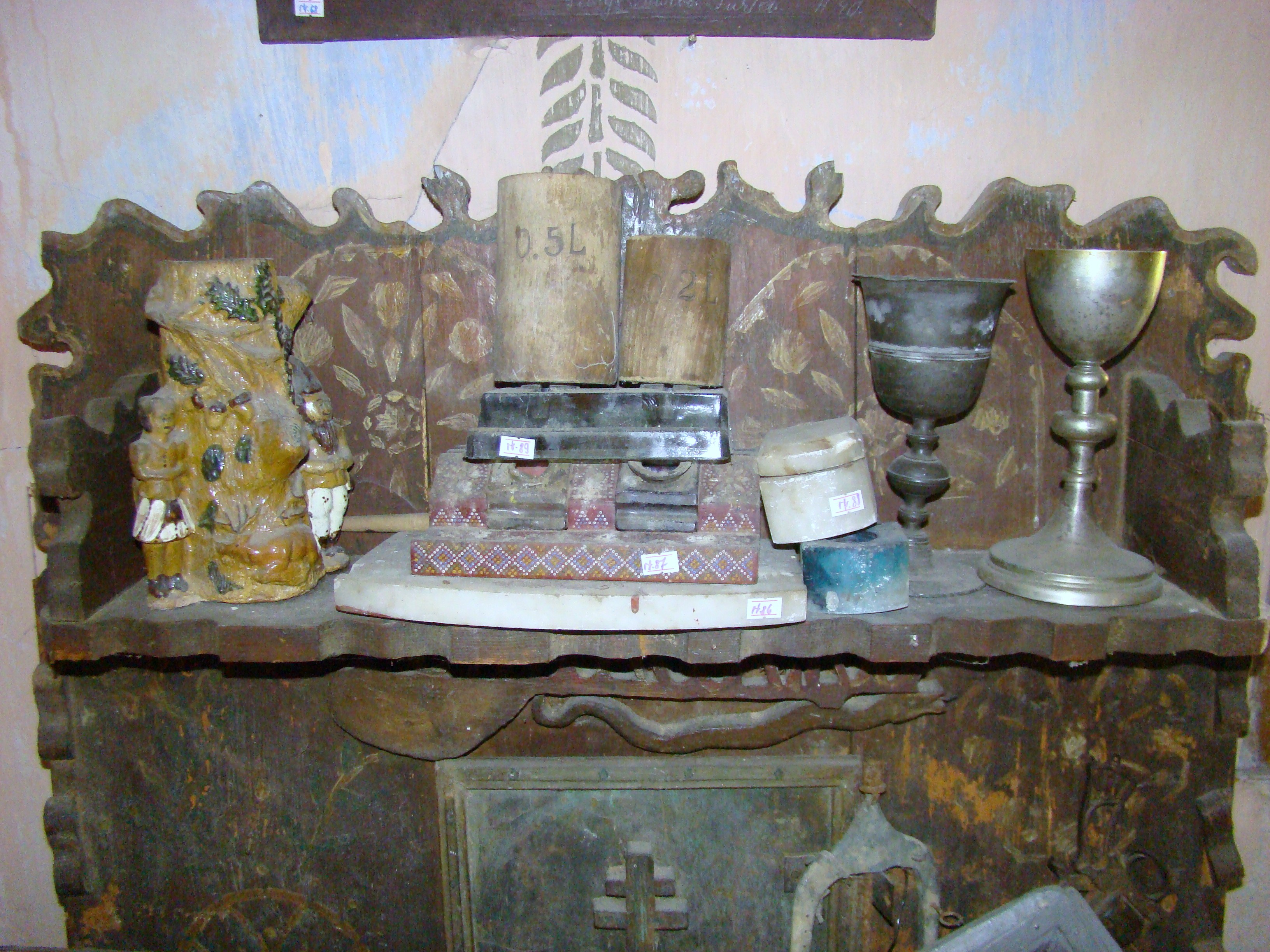
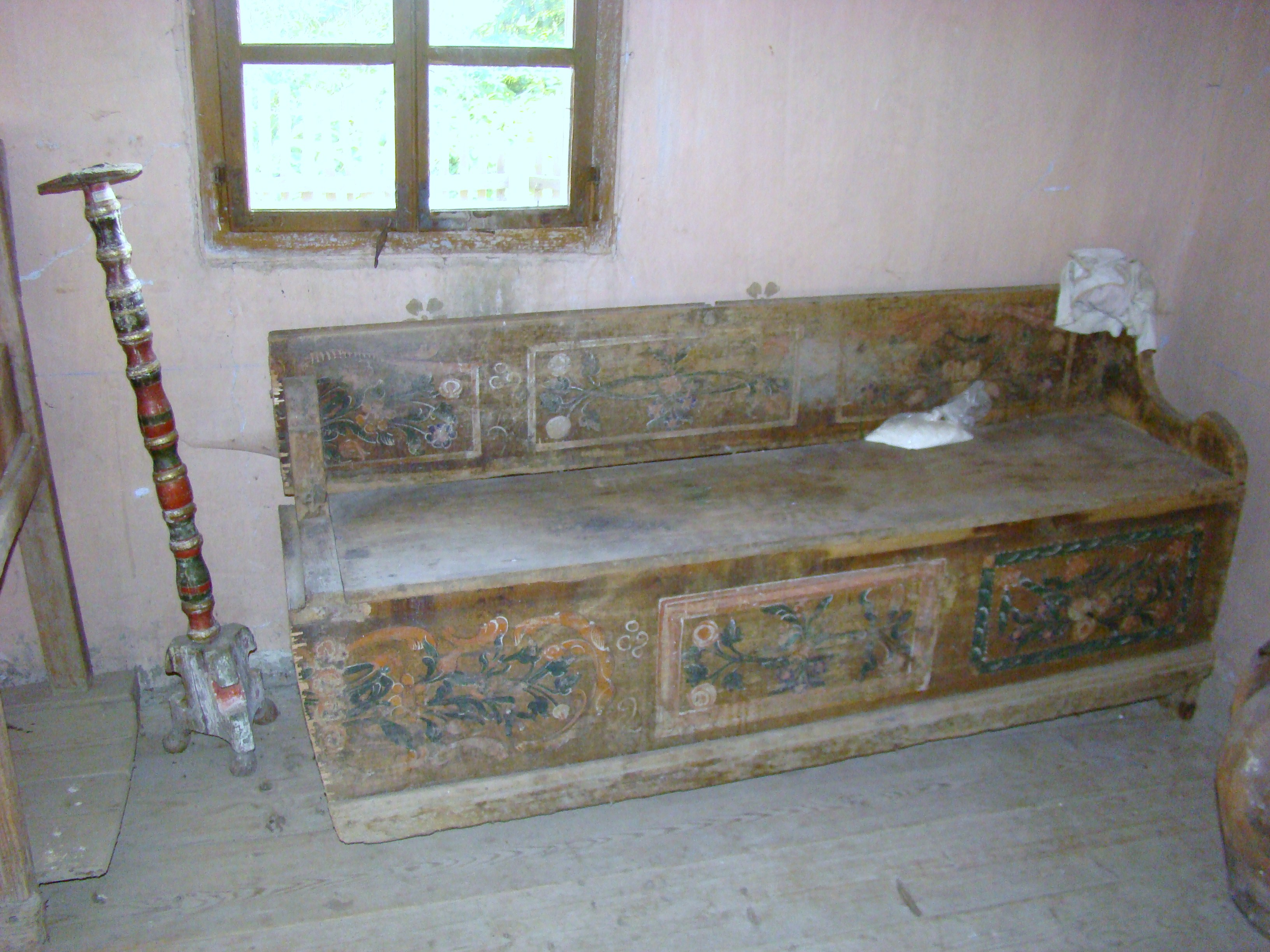
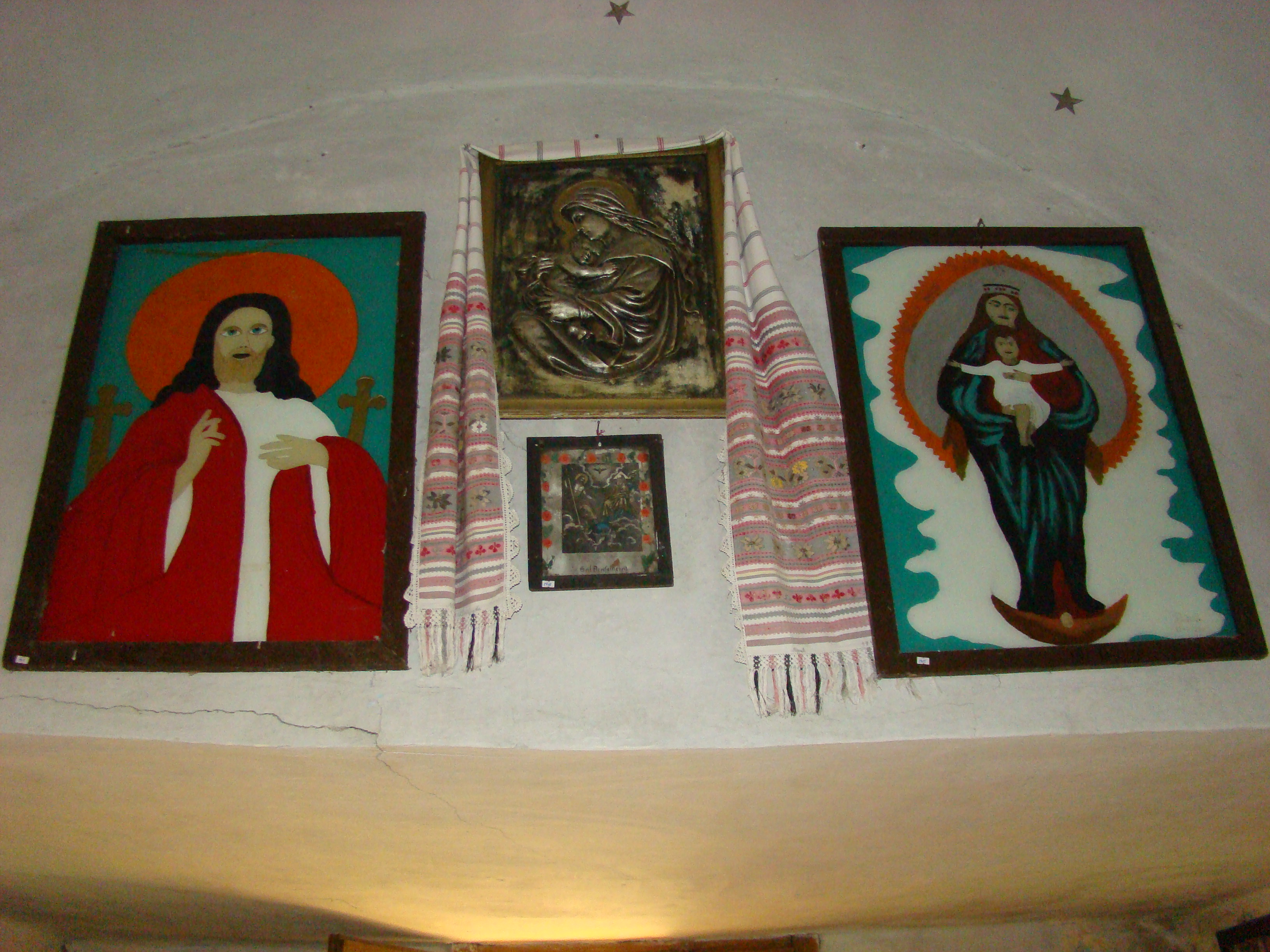
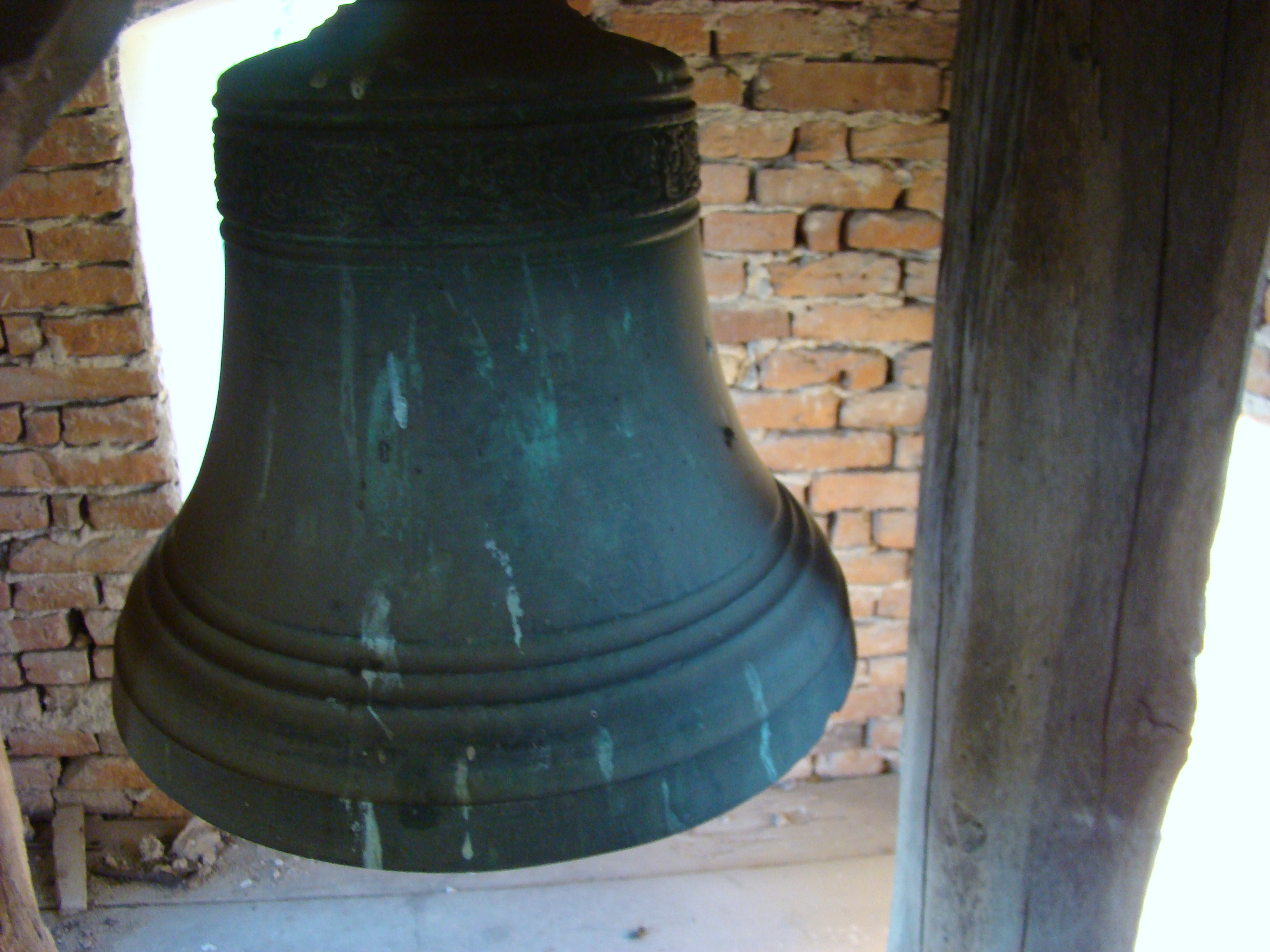
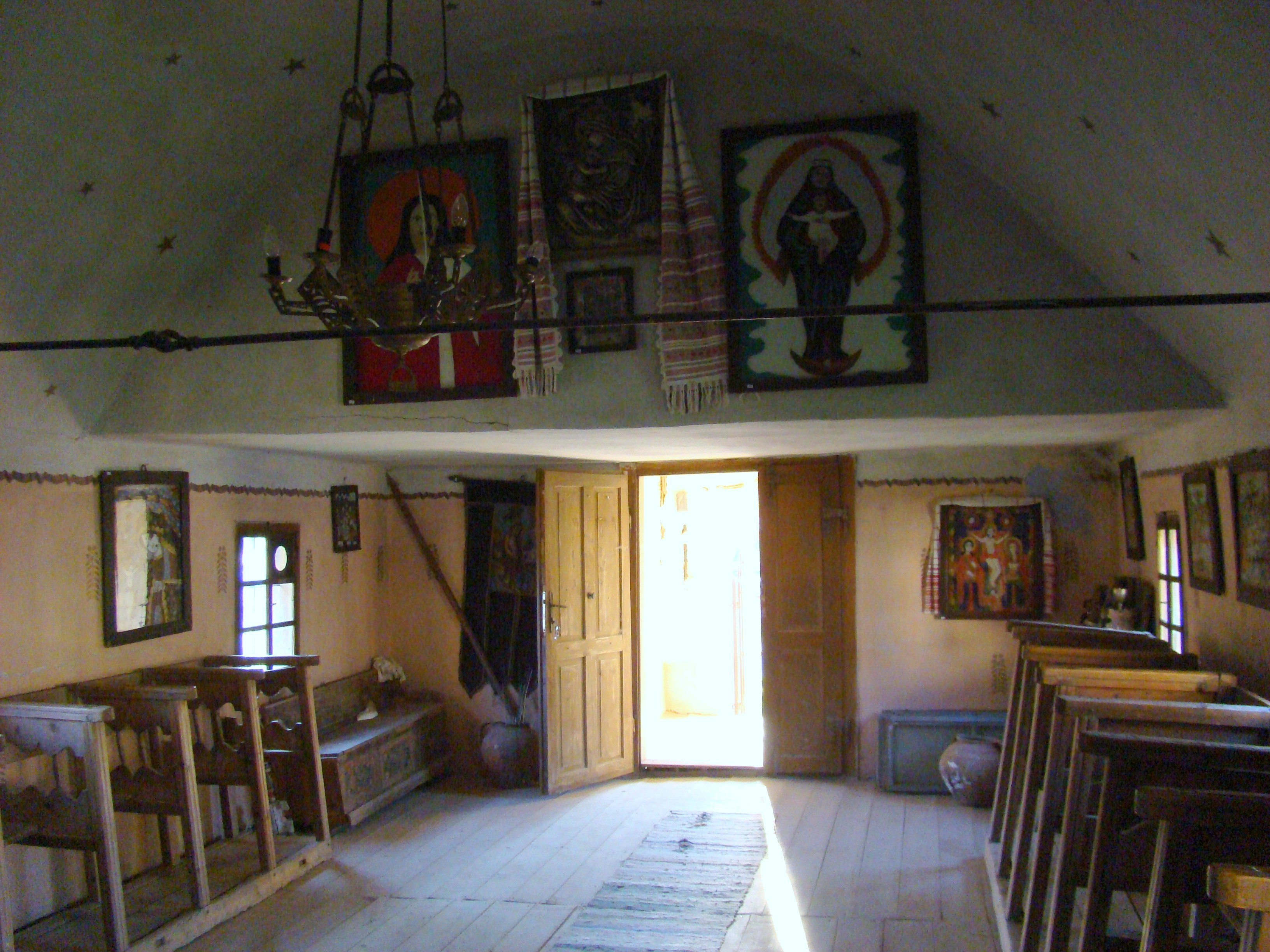
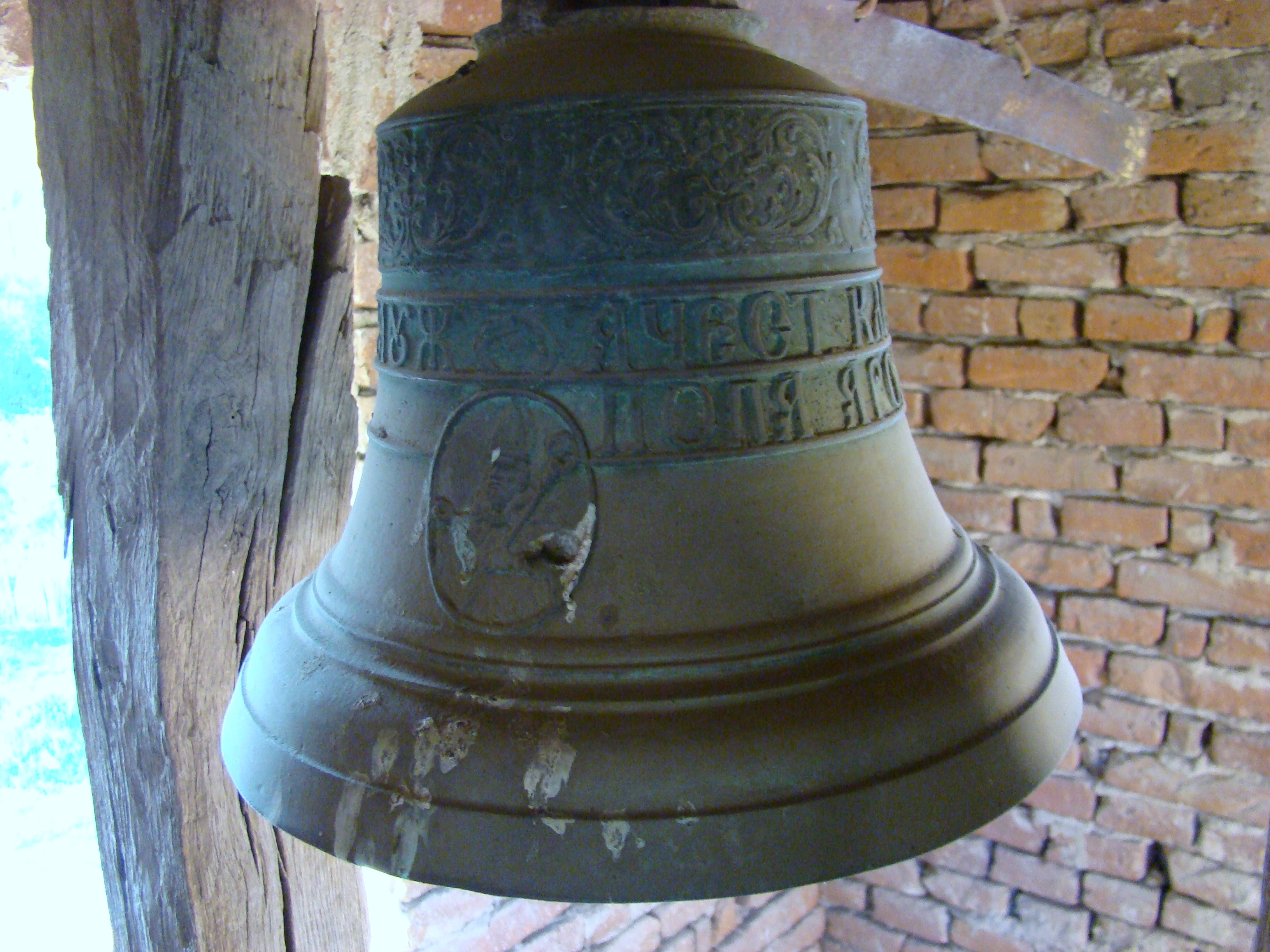
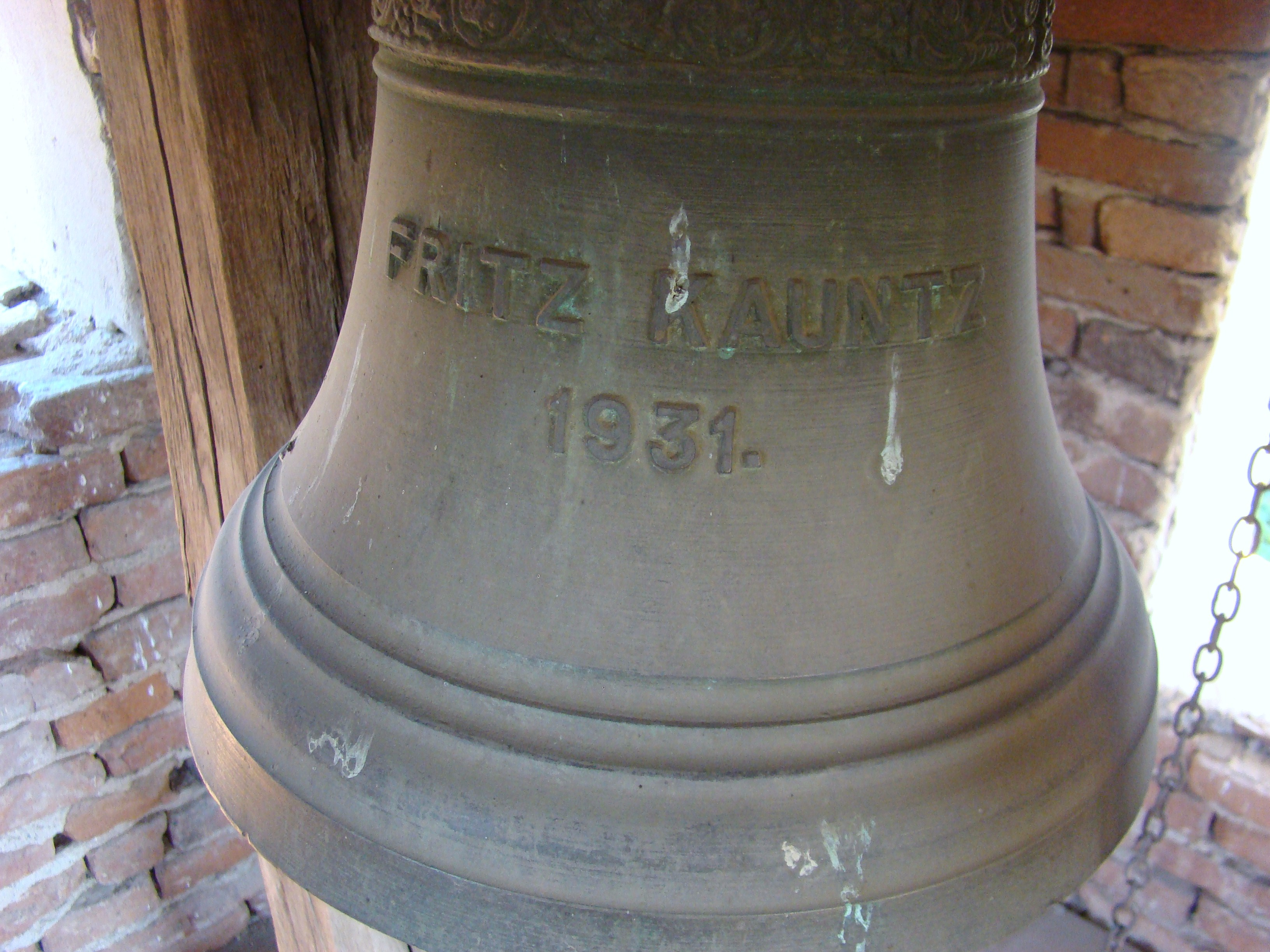
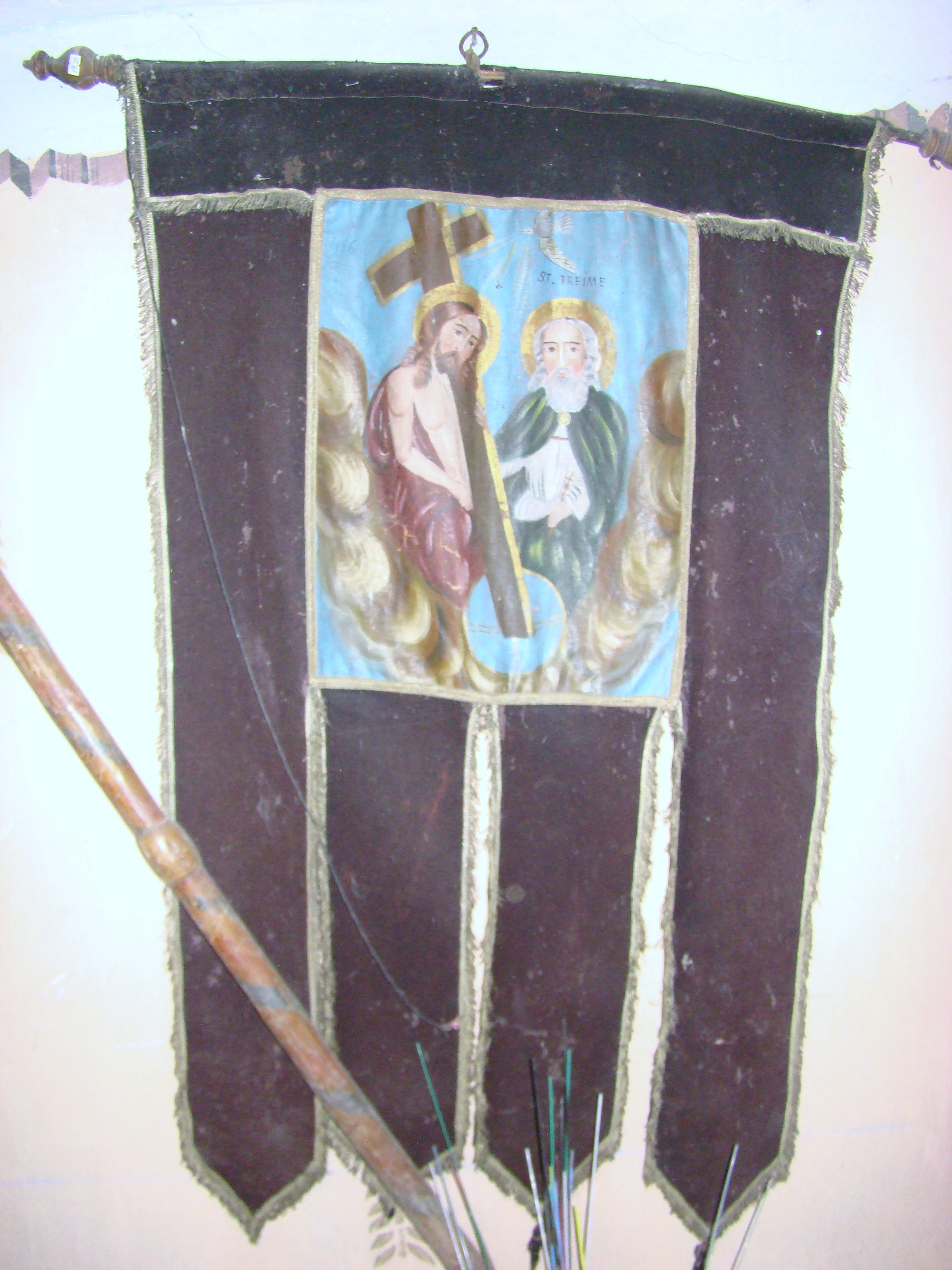
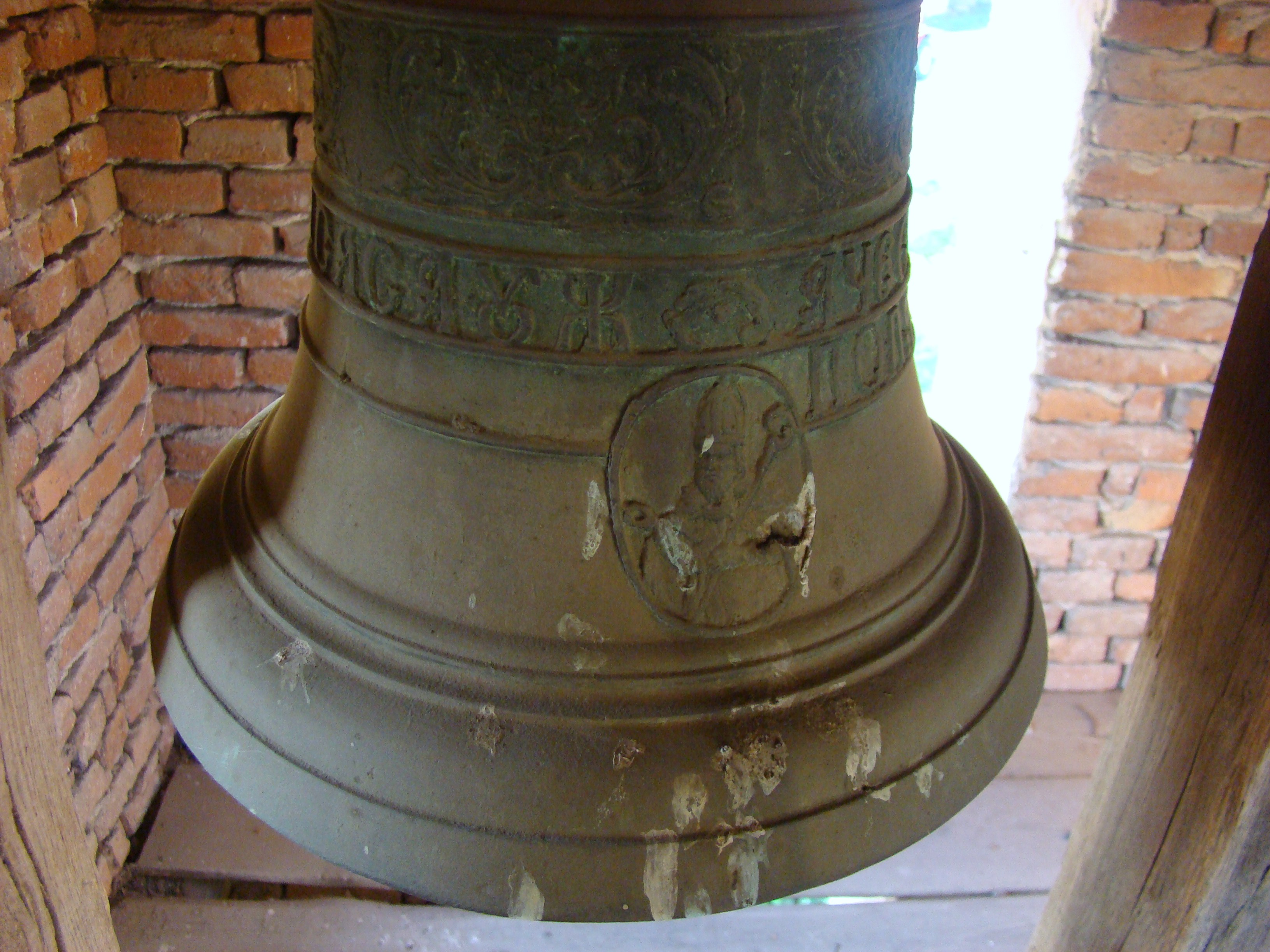
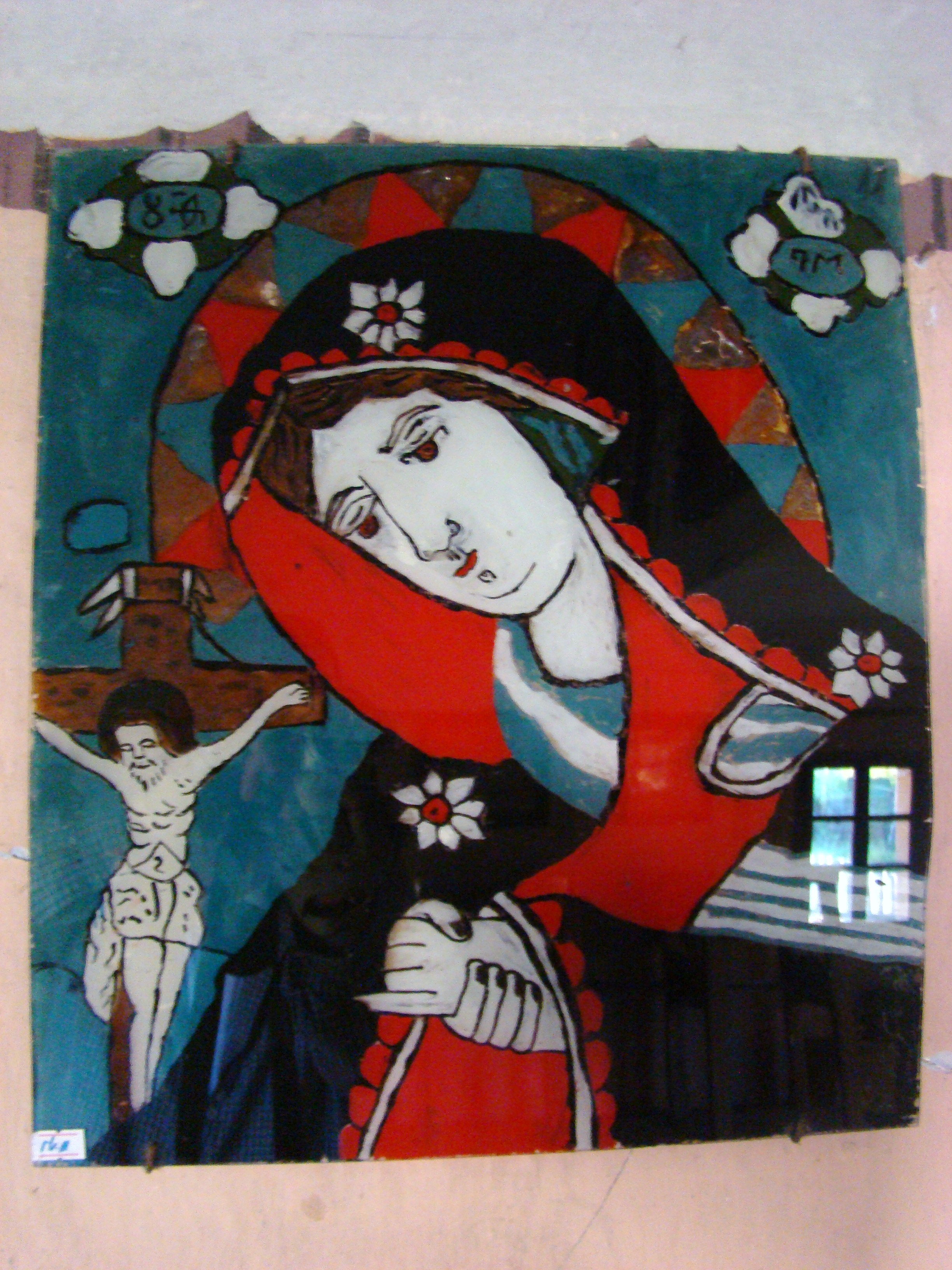
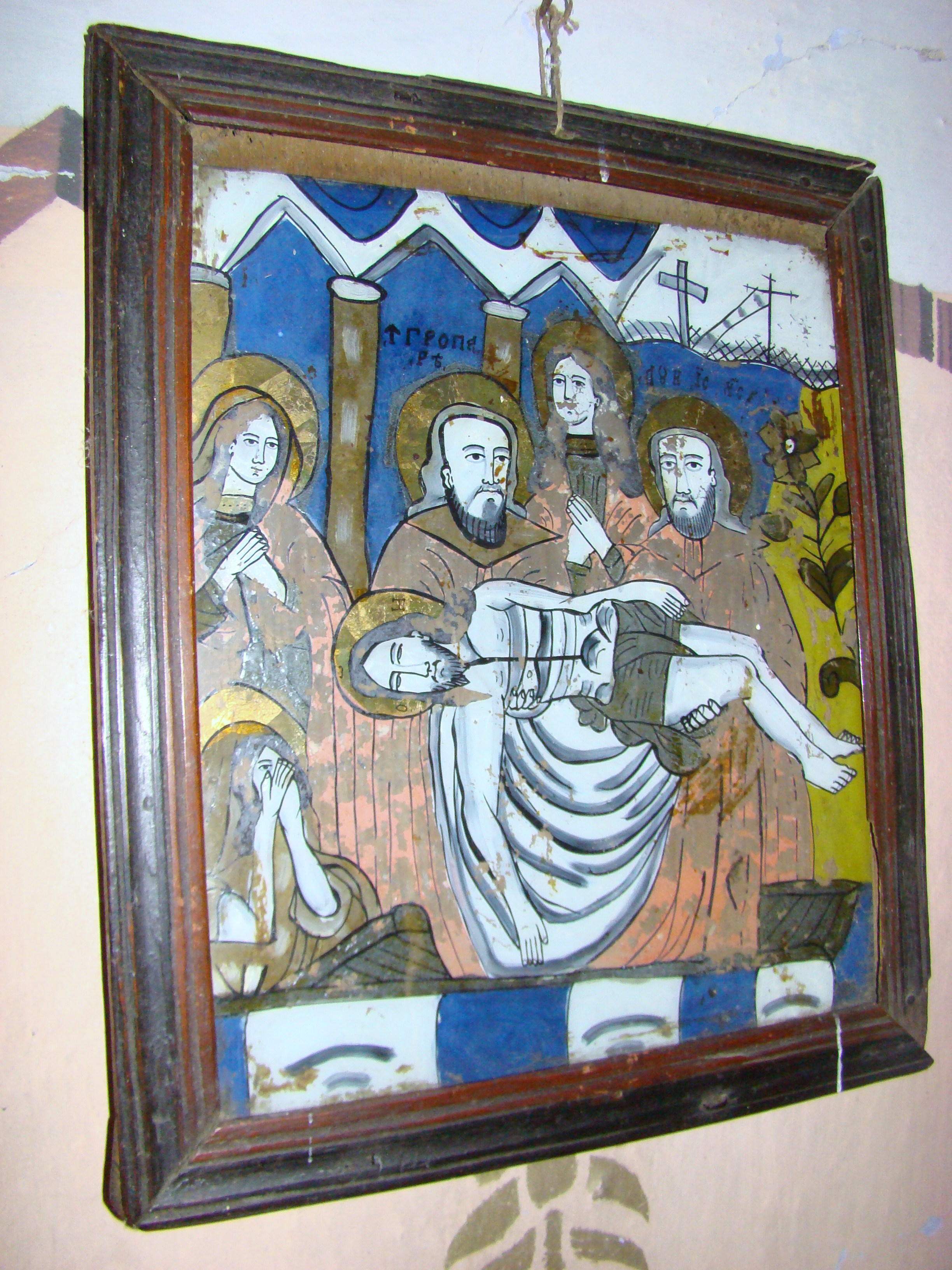
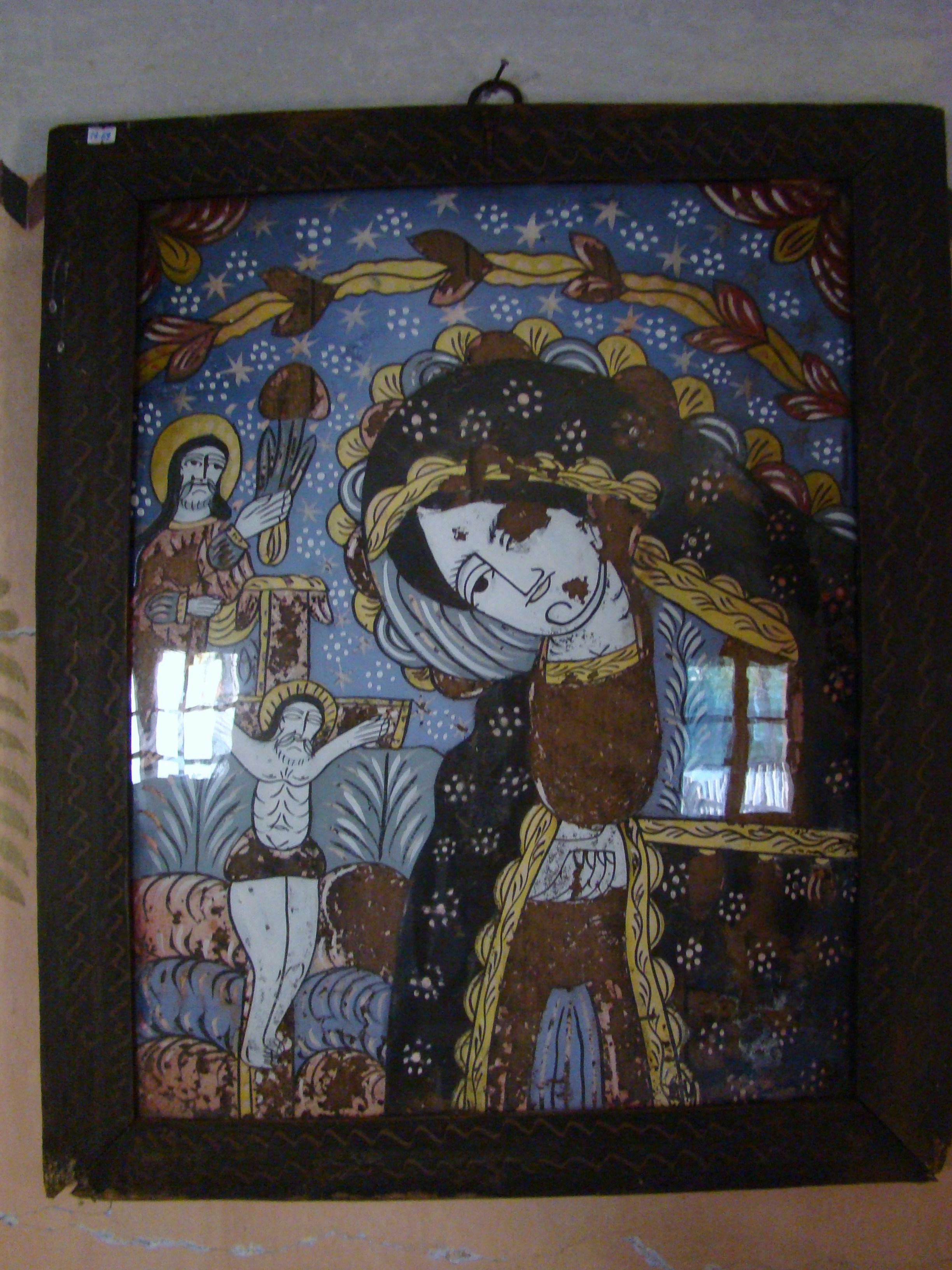
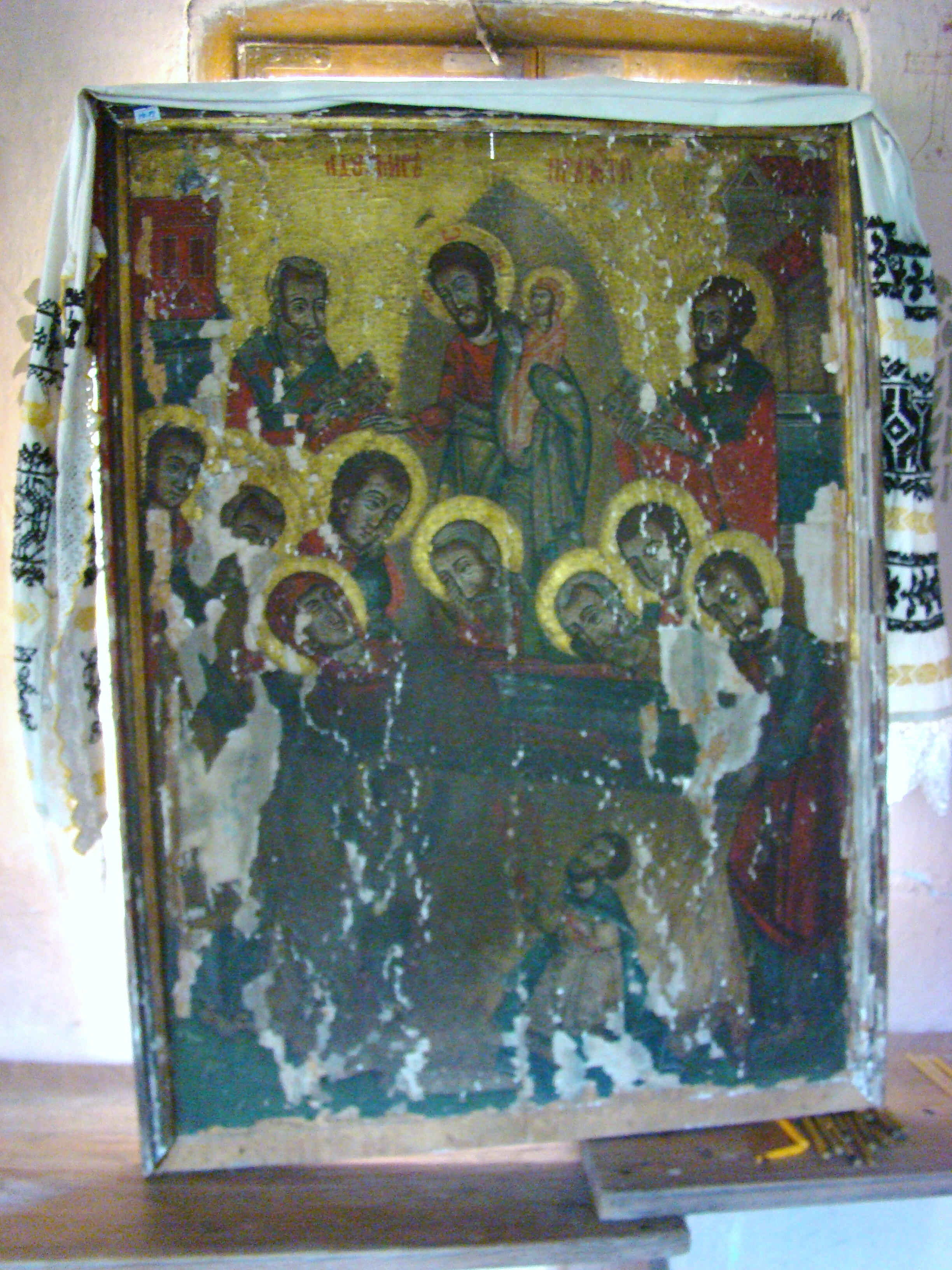
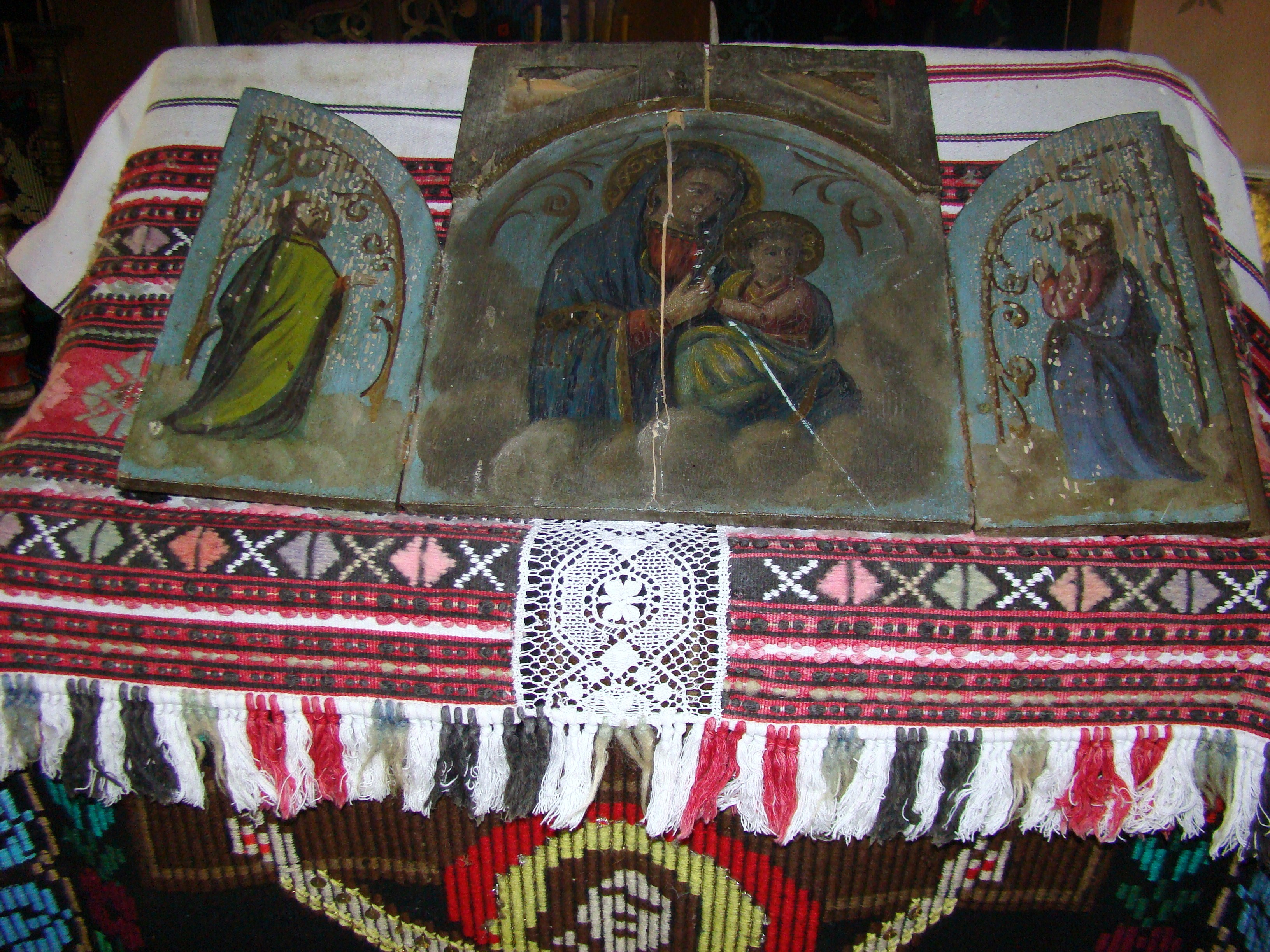
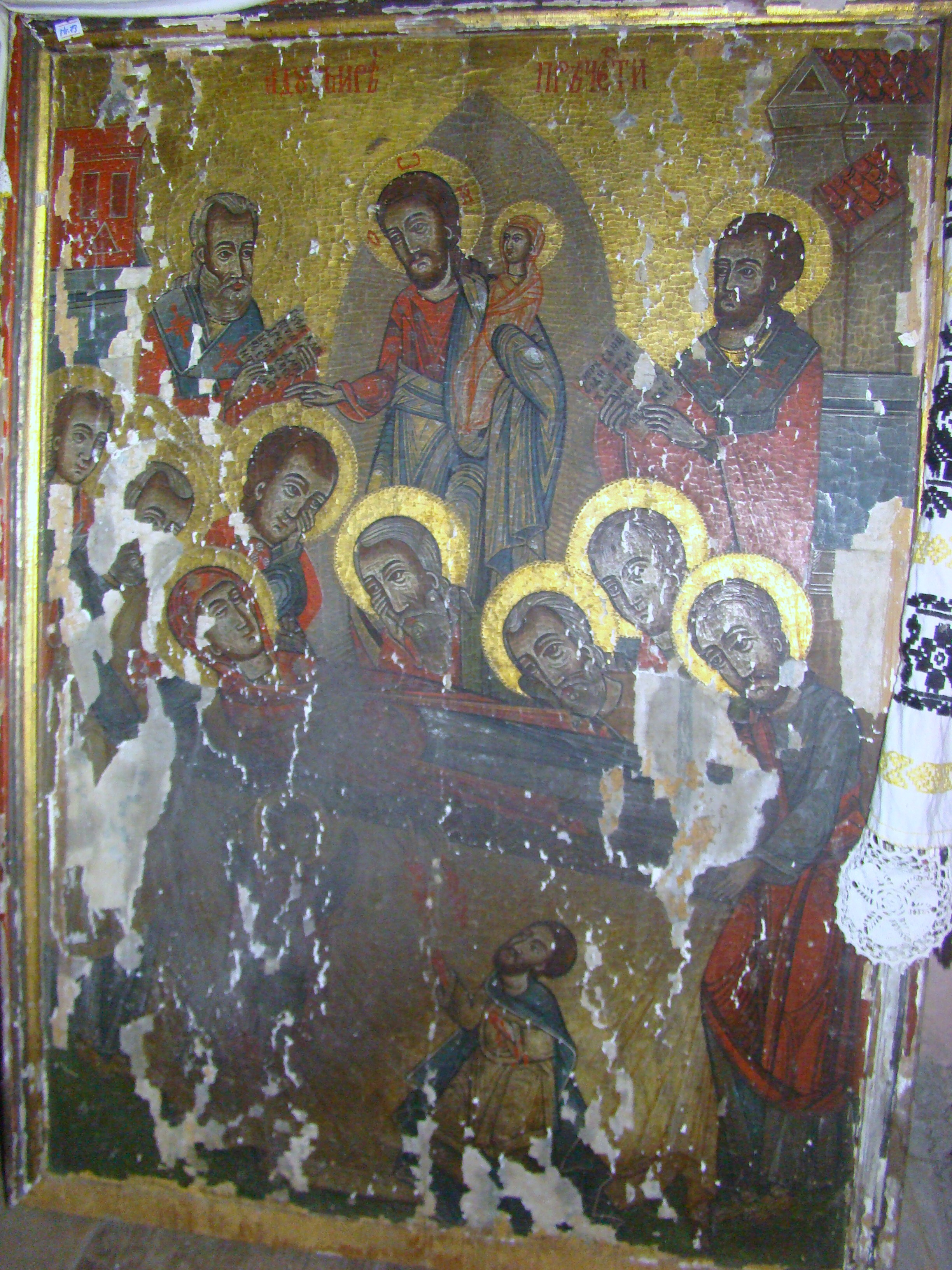
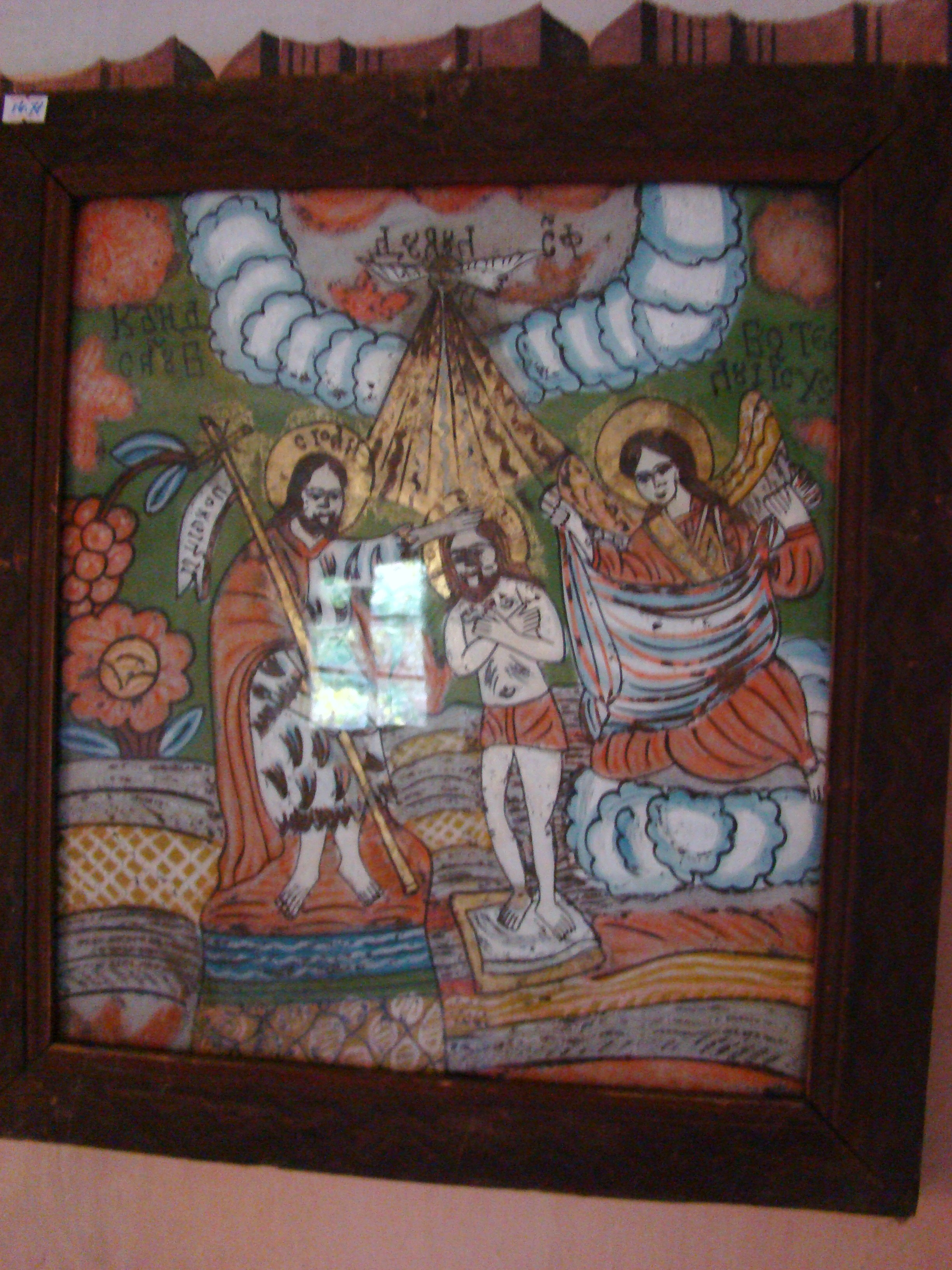
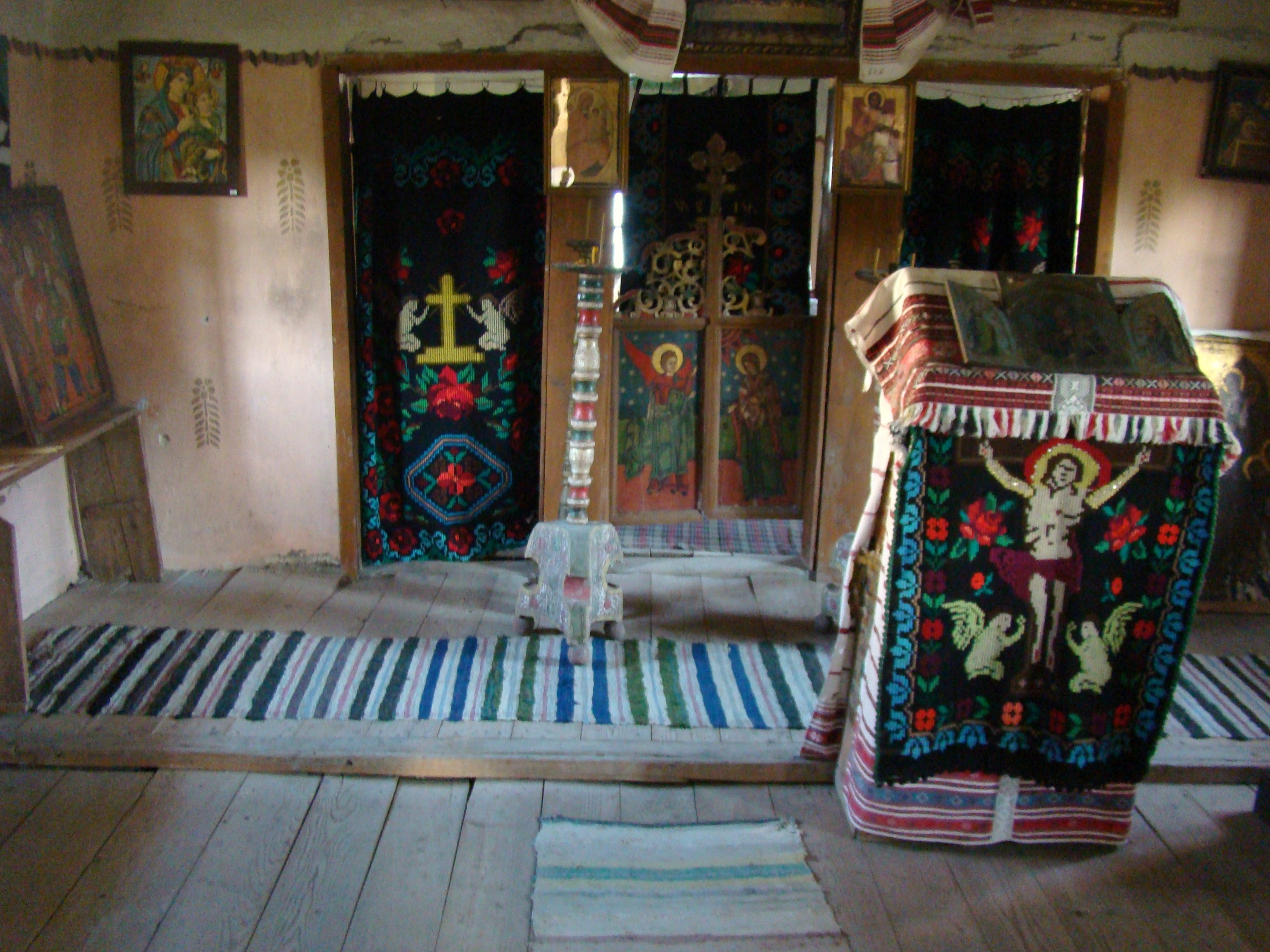
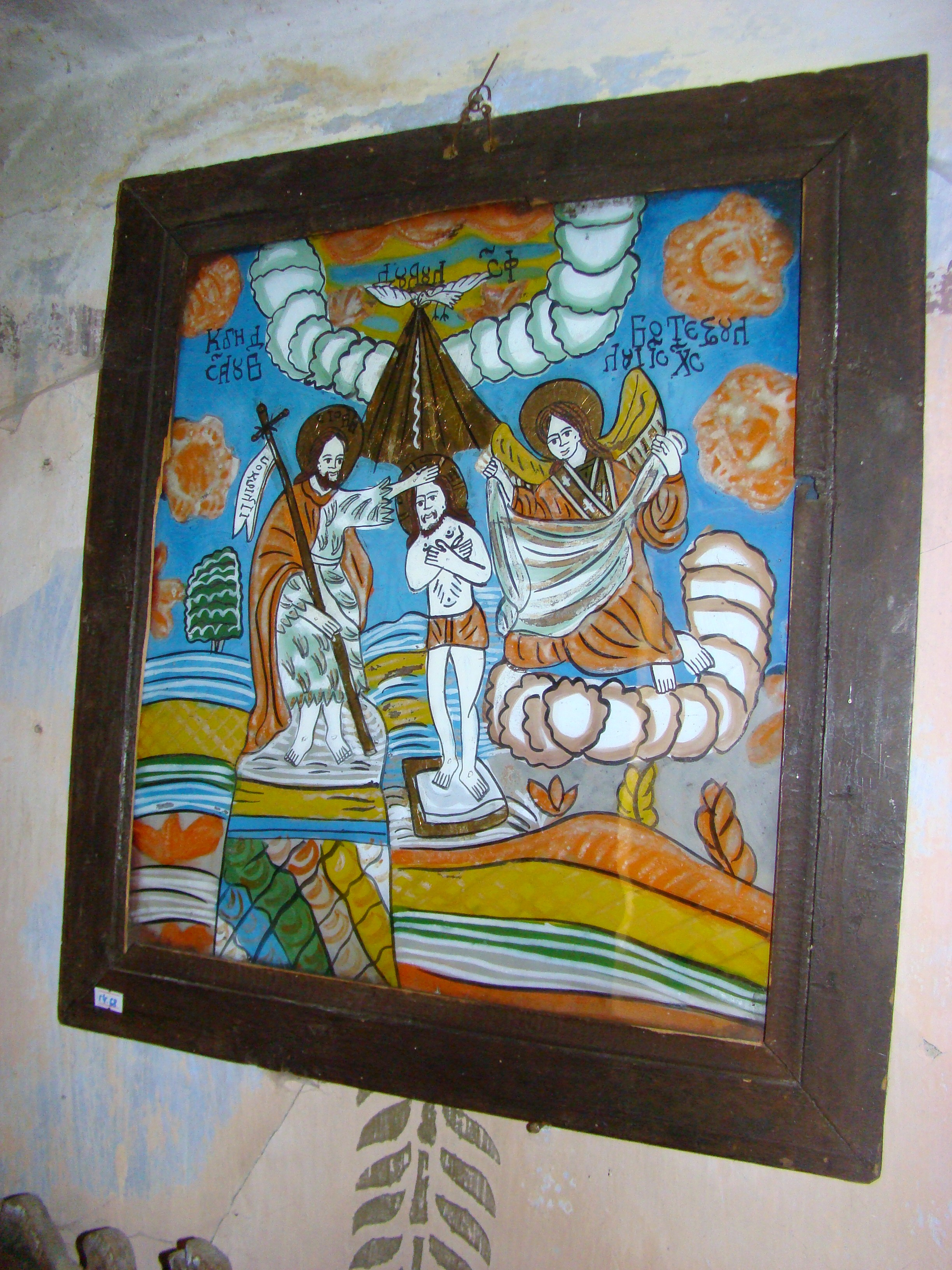
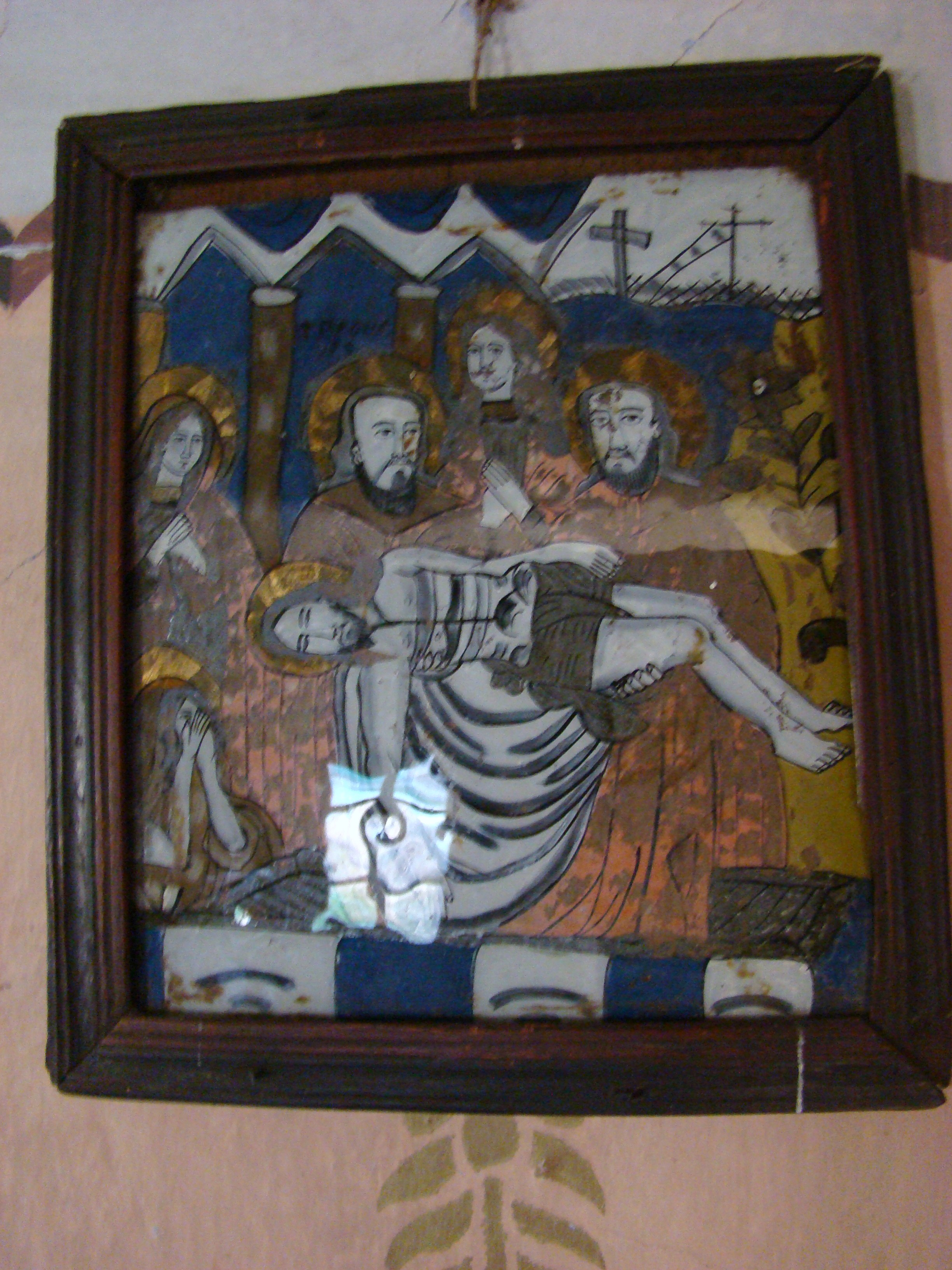
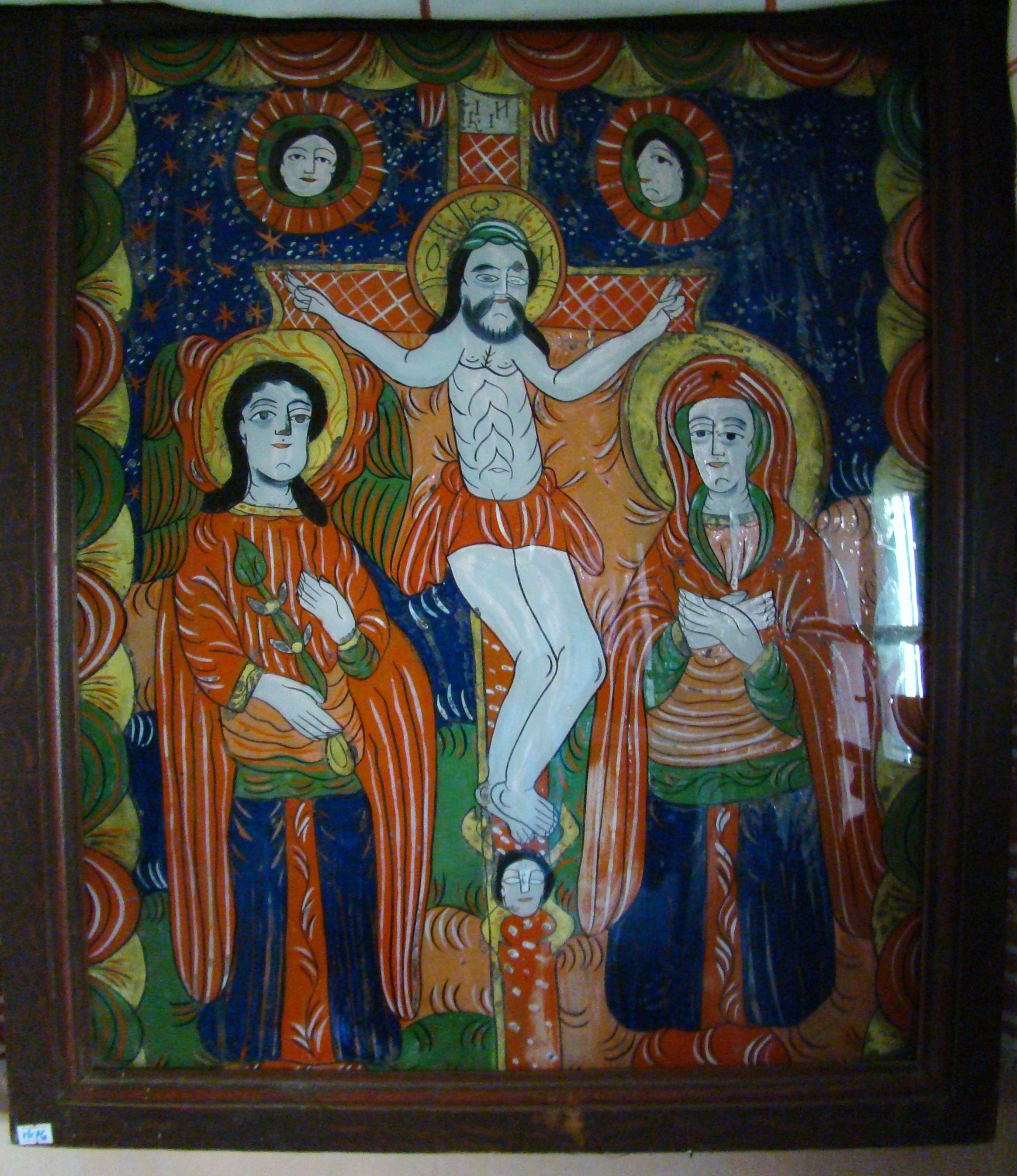
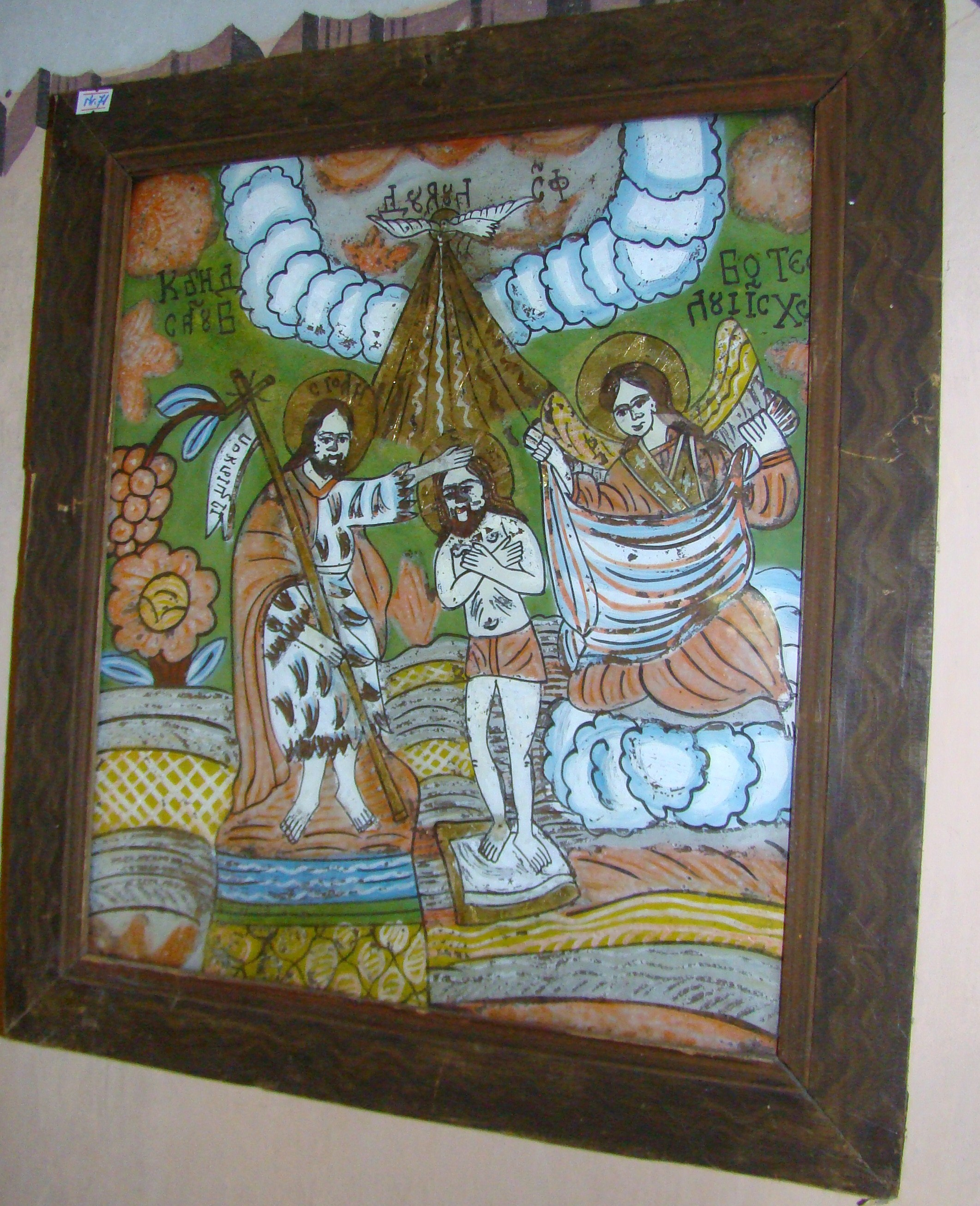
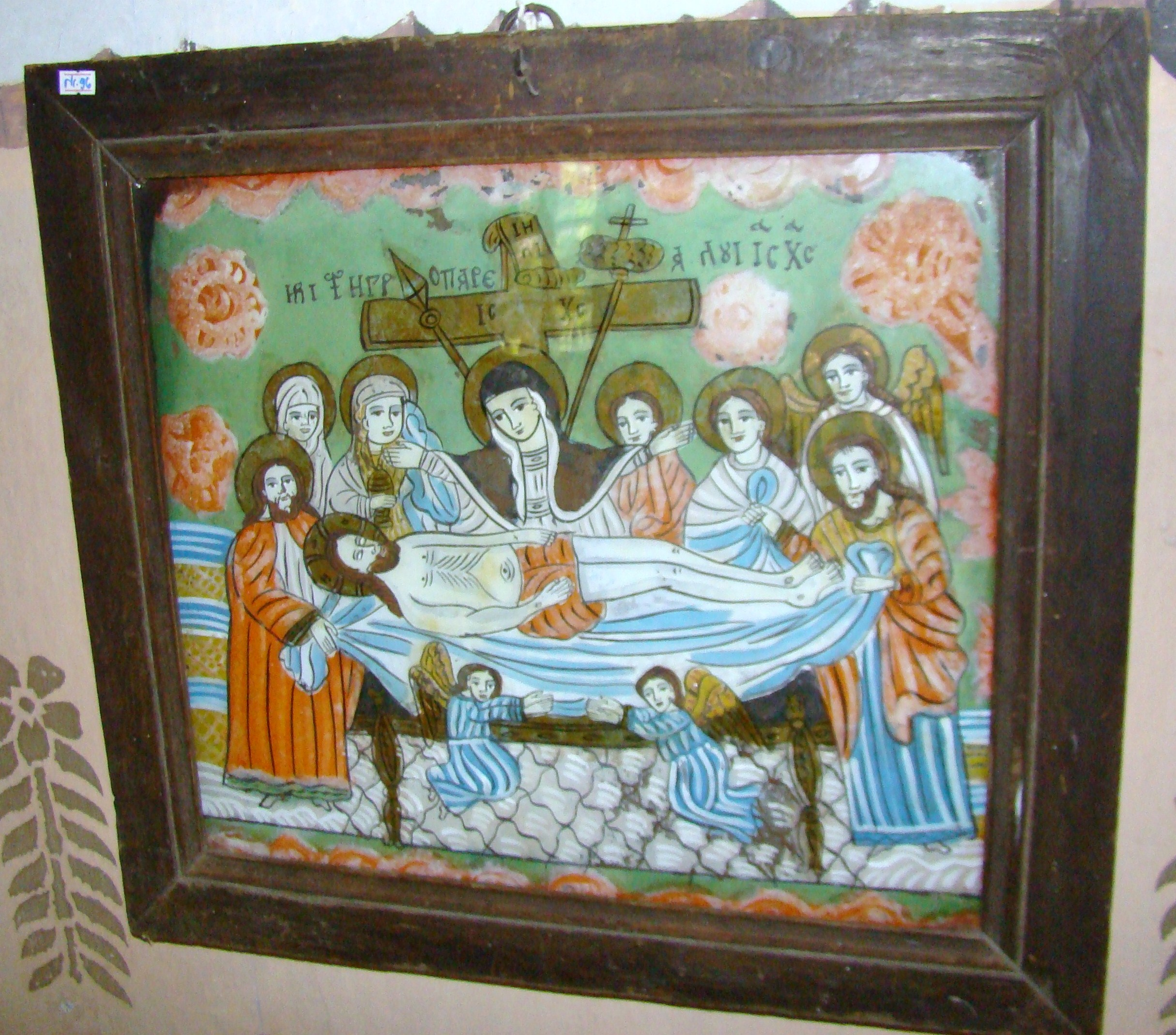
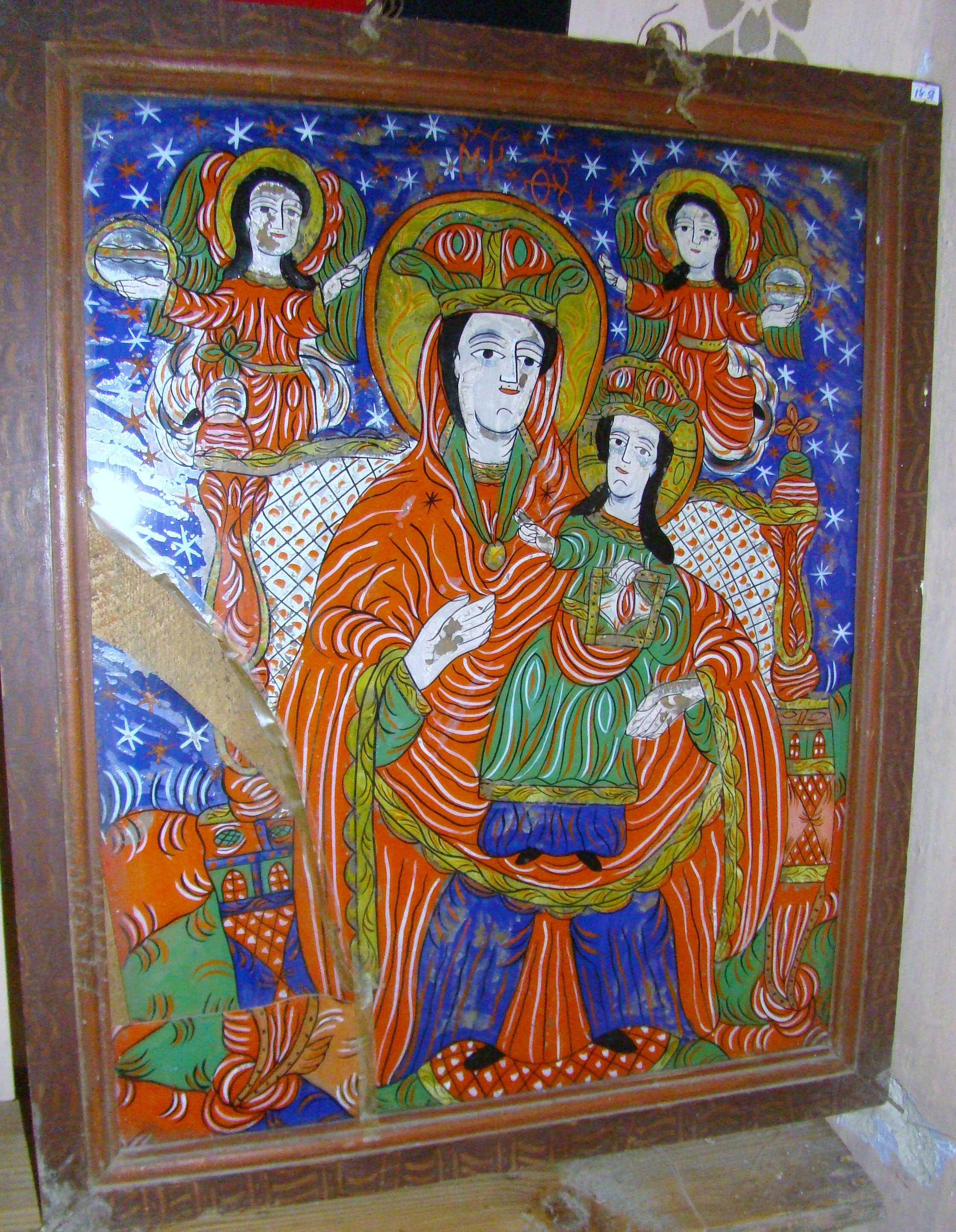
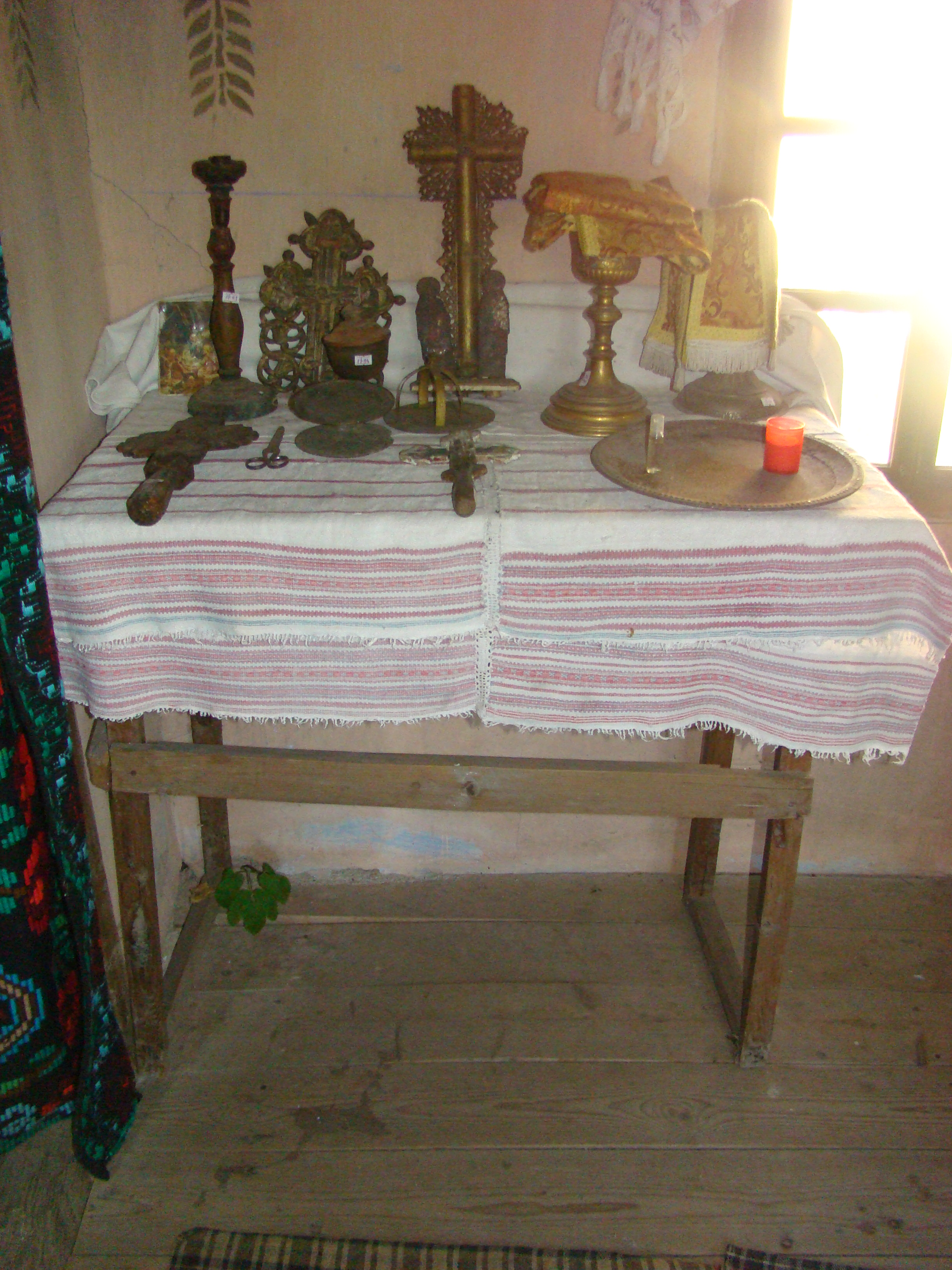
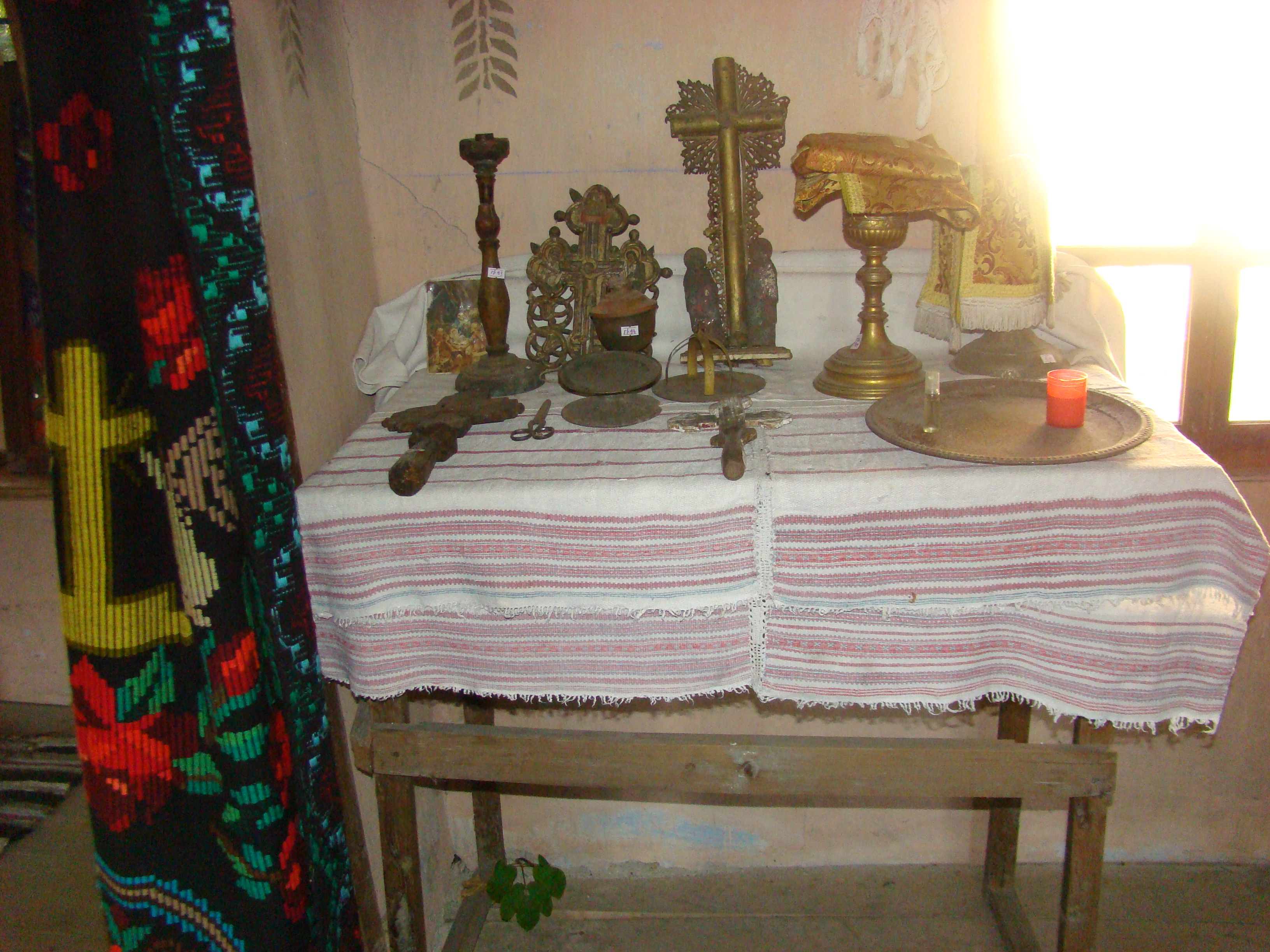
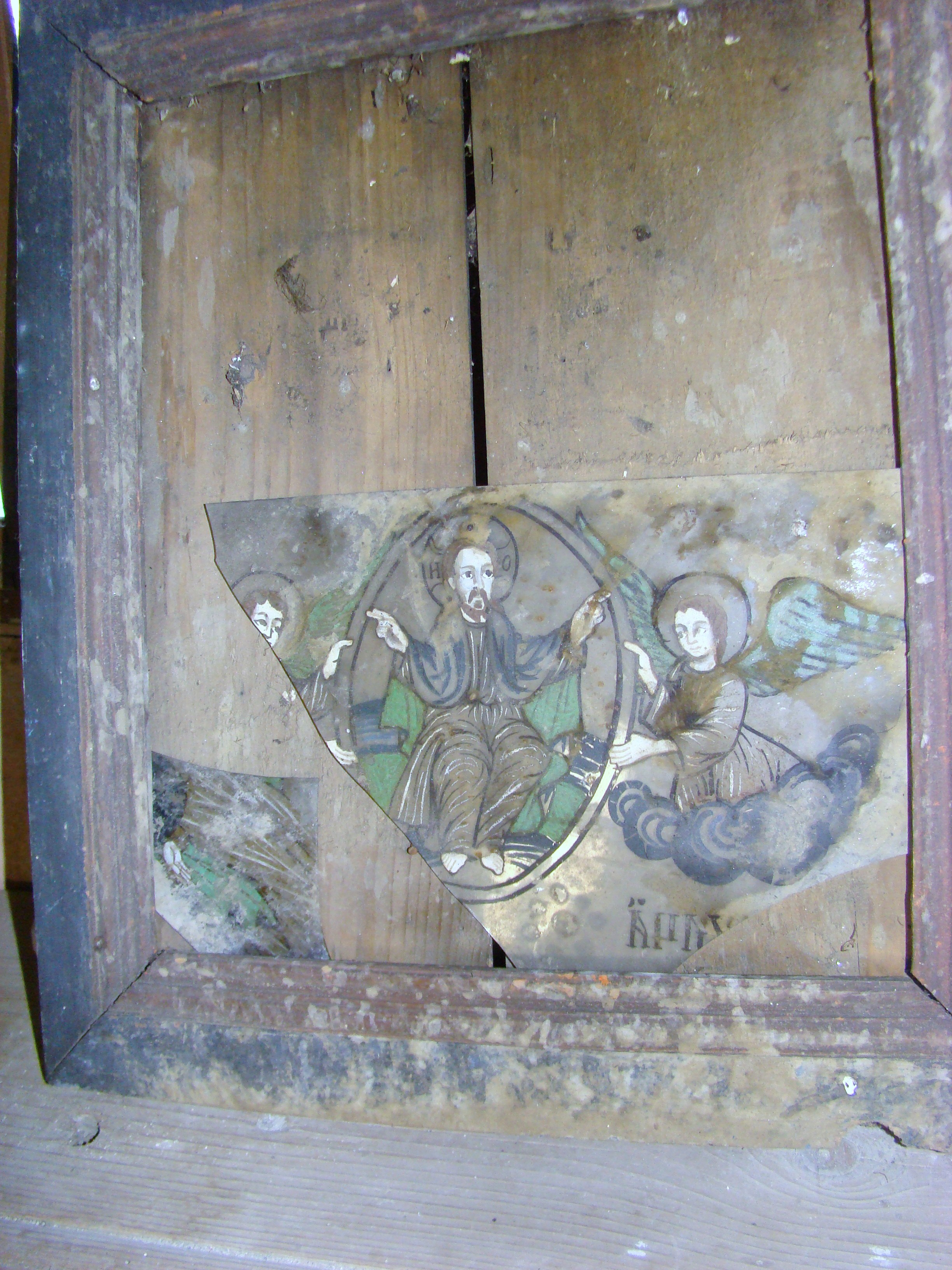
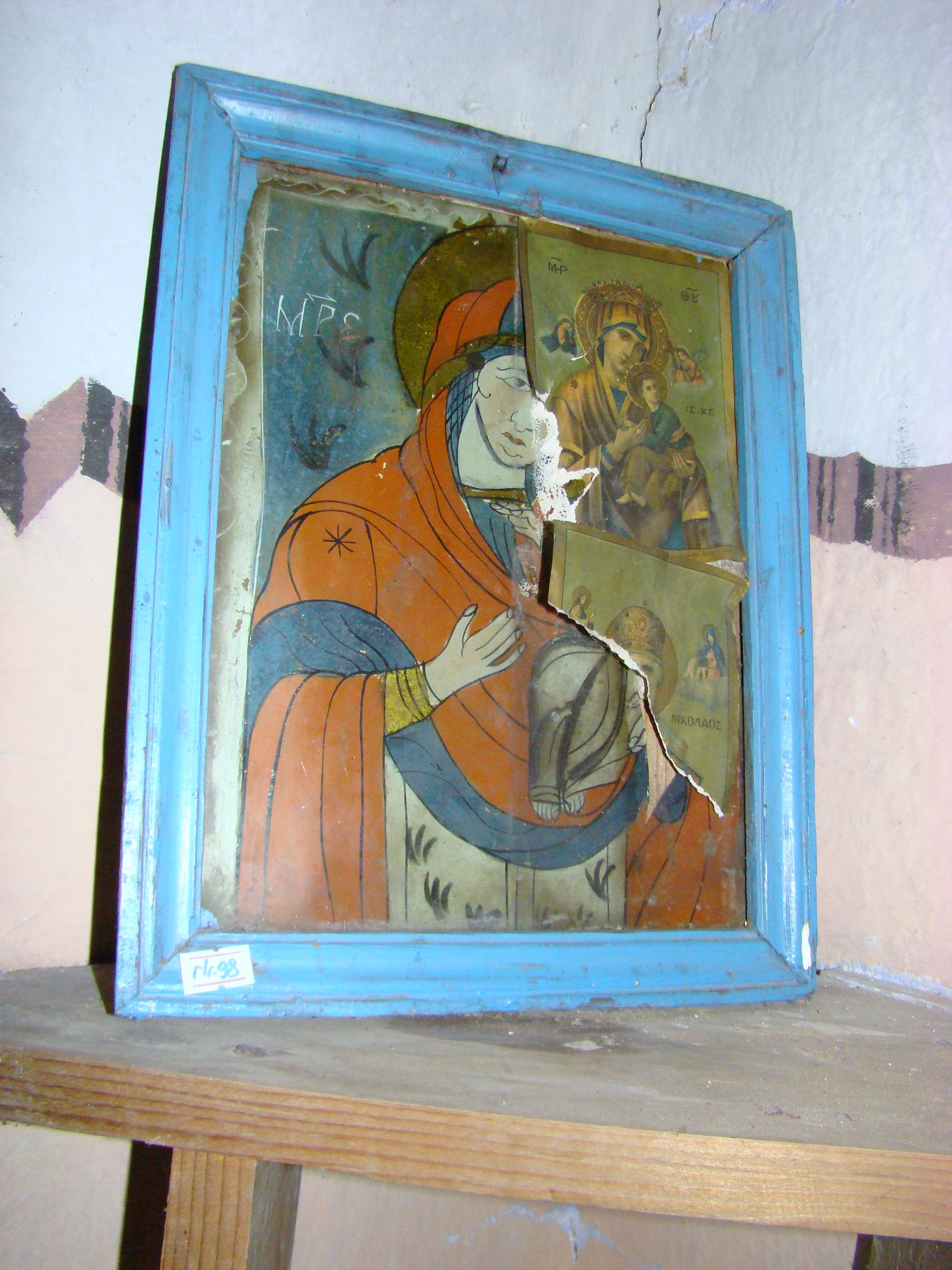
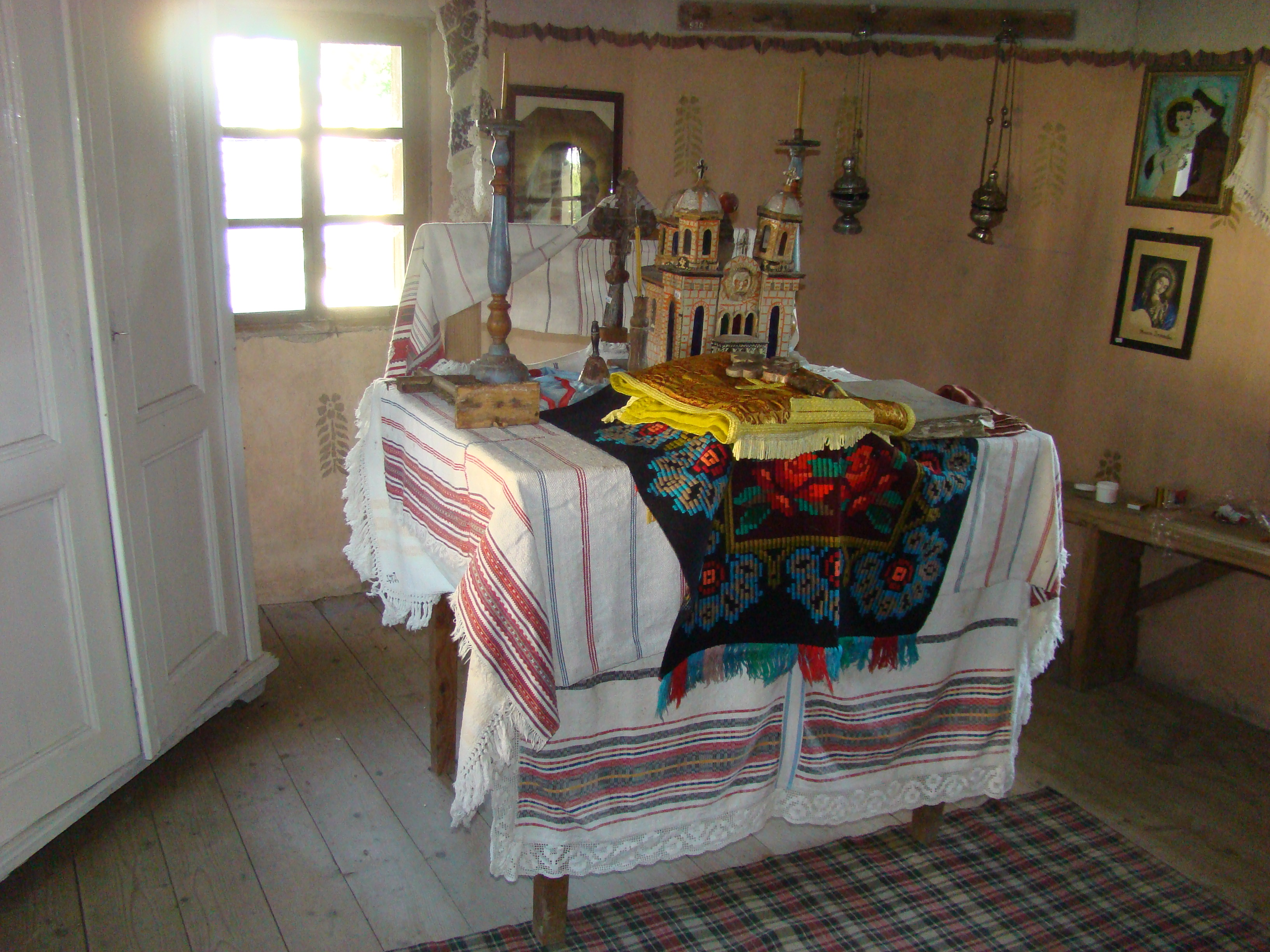